# Per Hasselberg
Ej att förväxla med konstfrämjandets verksamhetsledare med samma namn.

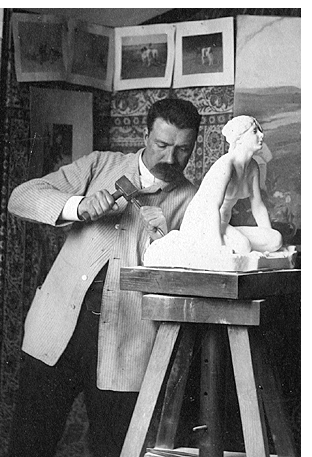
Per Hasselberg med Grodan på kavaletten.

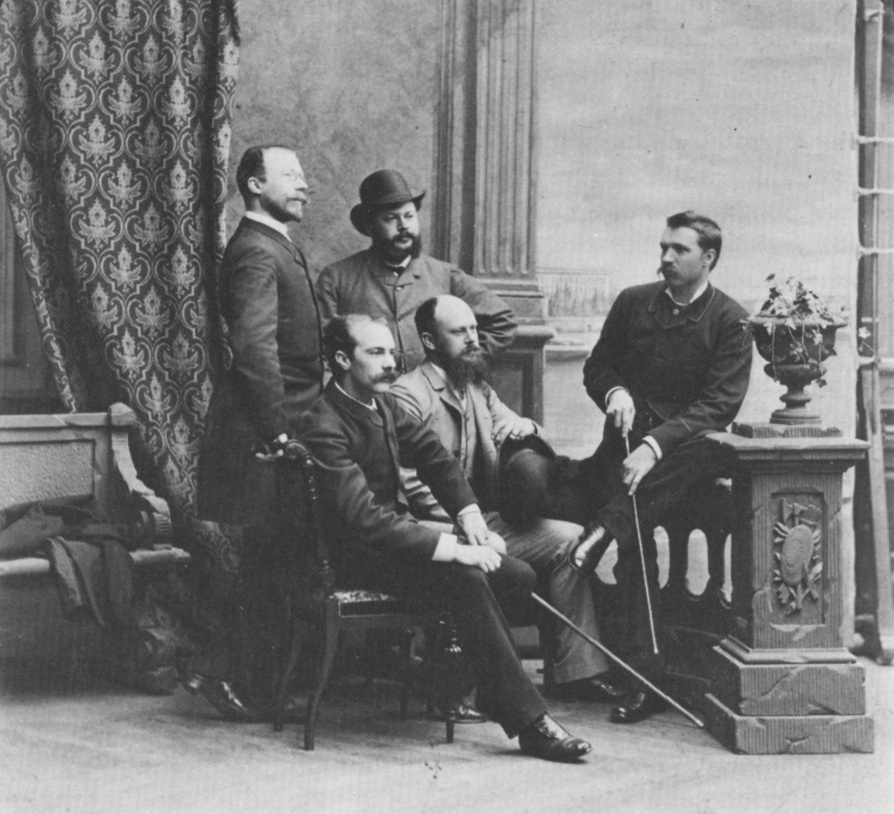
Foto från omkring 1885 med Opponenternas ledare. Stående från vänster: Carl Larsson och Ernst Josephson. Sittande från vänster: Richard Bergh, August Hagborg och Per Hasselberg.

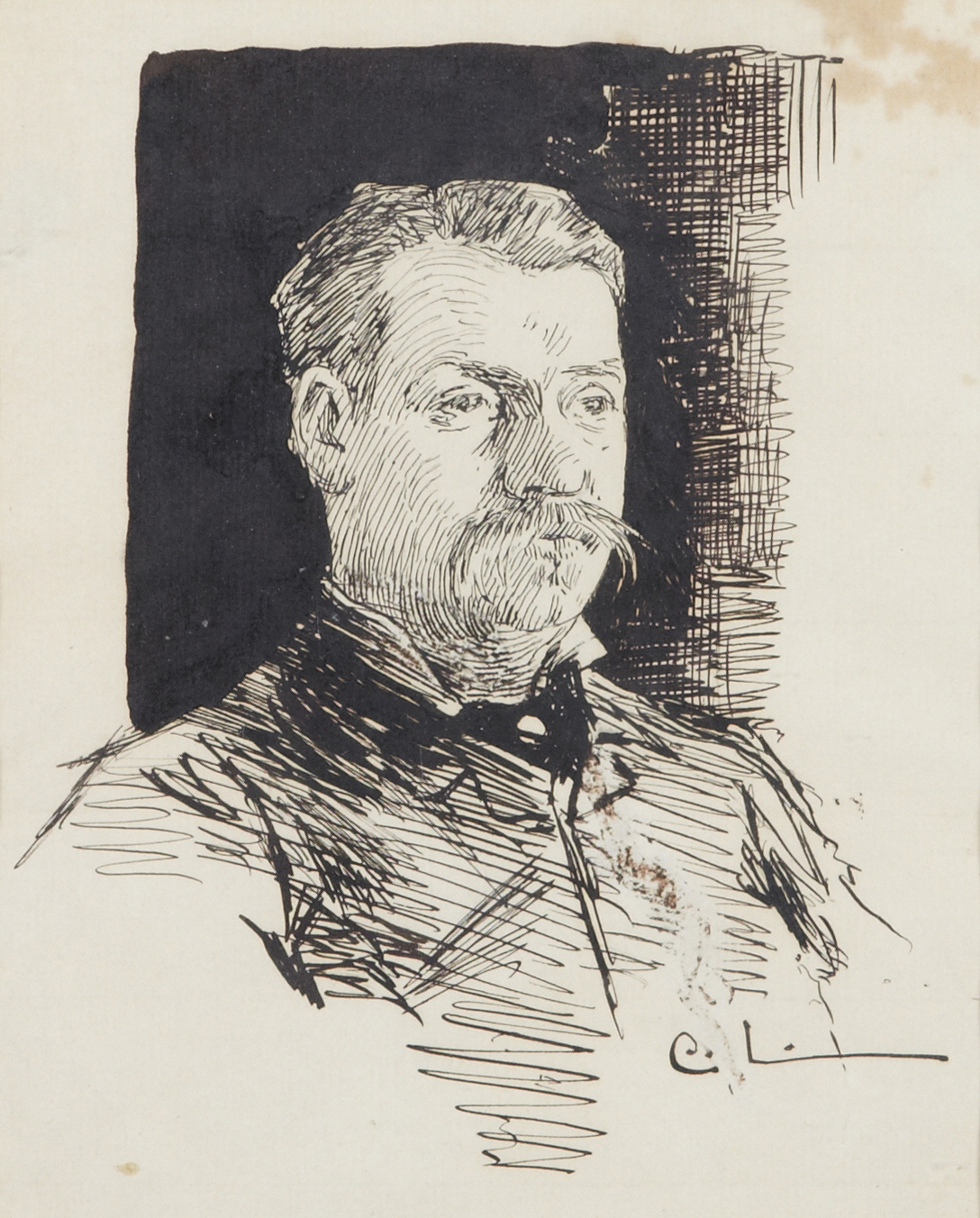
Per Hasselberg, teckning av Carl Larsson.

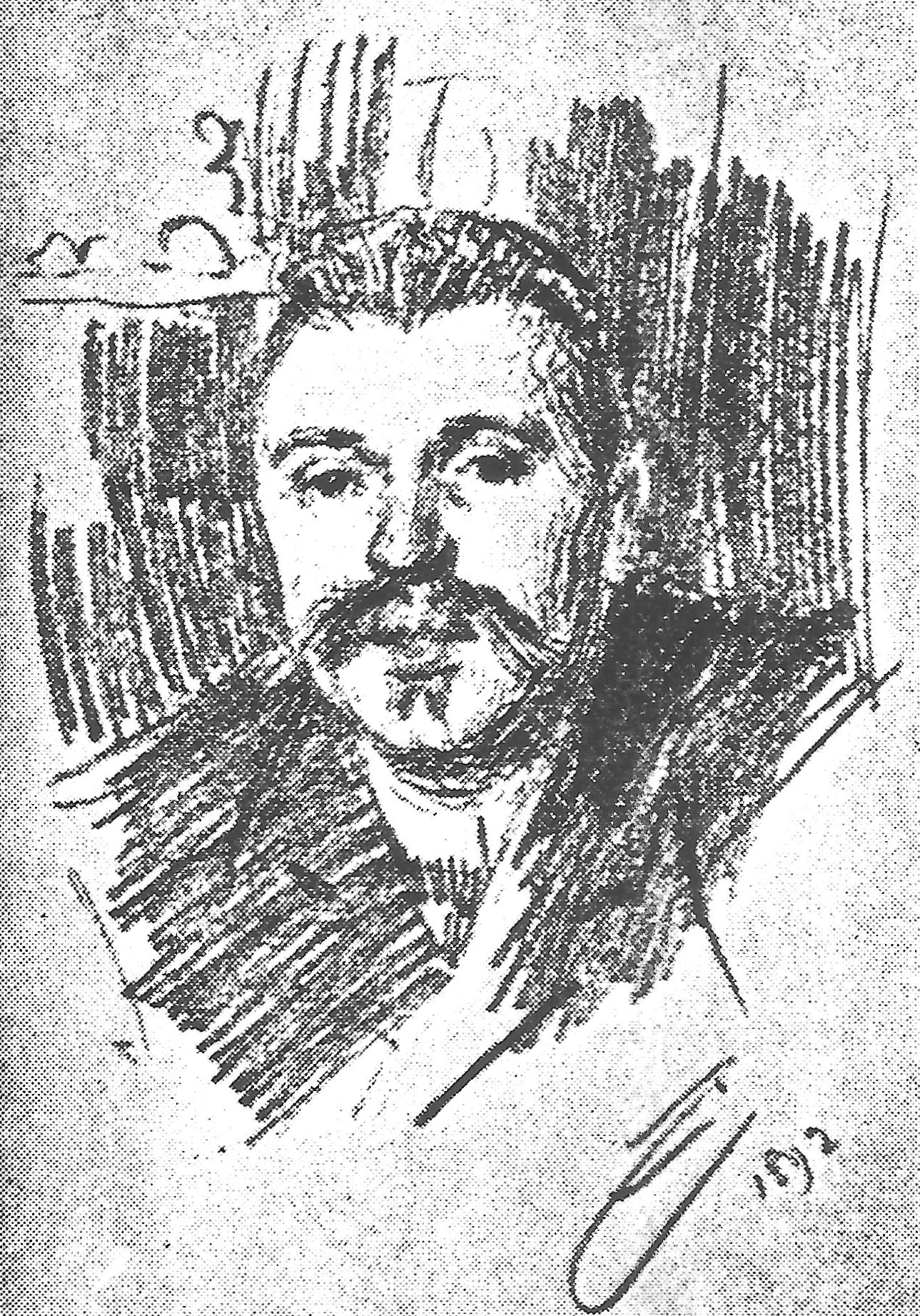
Per Hasselberg, teckning av Anders Zorn 1892.

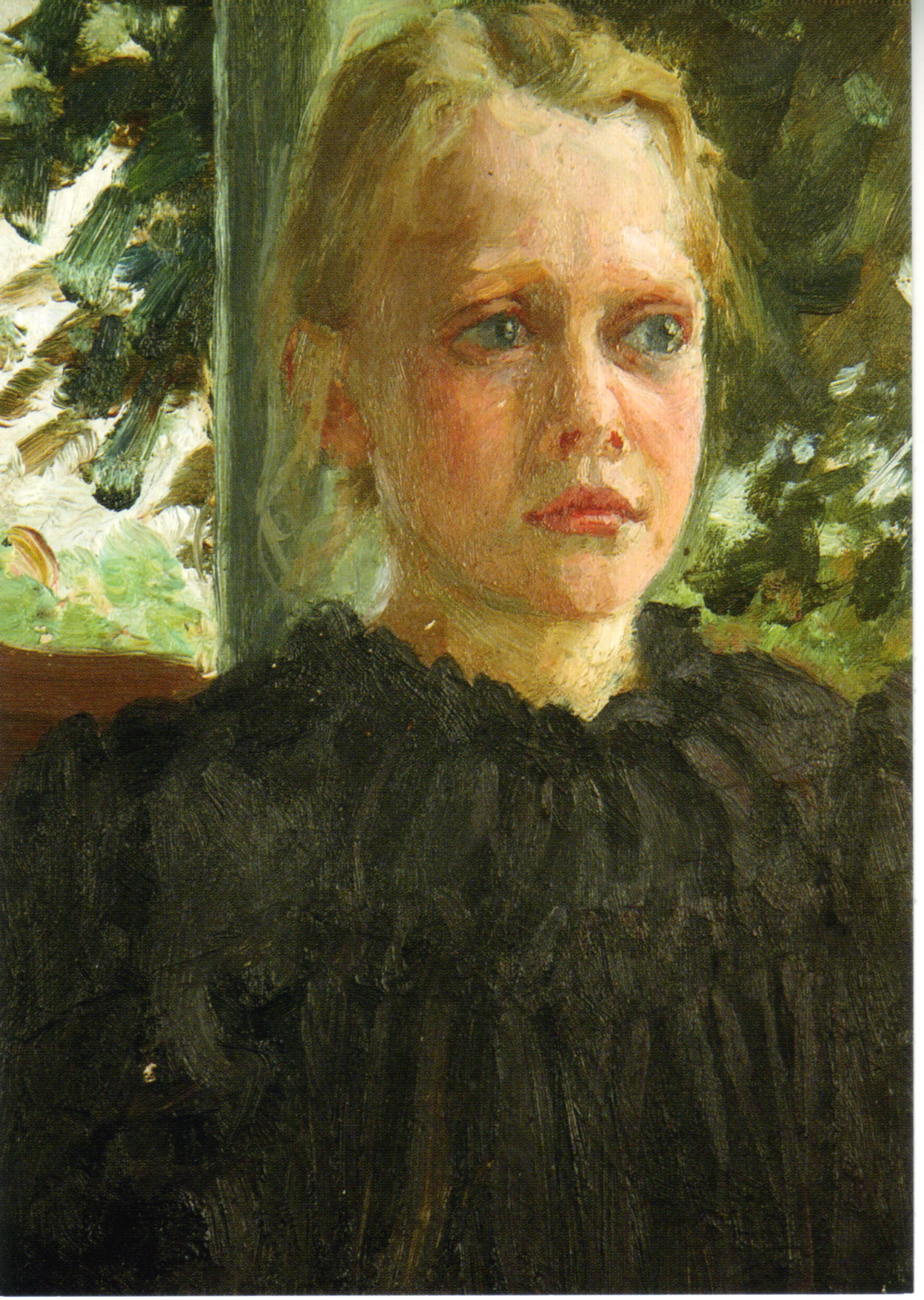
Målning av Eva Bonnier, 1909: Per Hasselbergs dotter Julia, som han hade med Signe Larsson – modellen till Näckrosen.

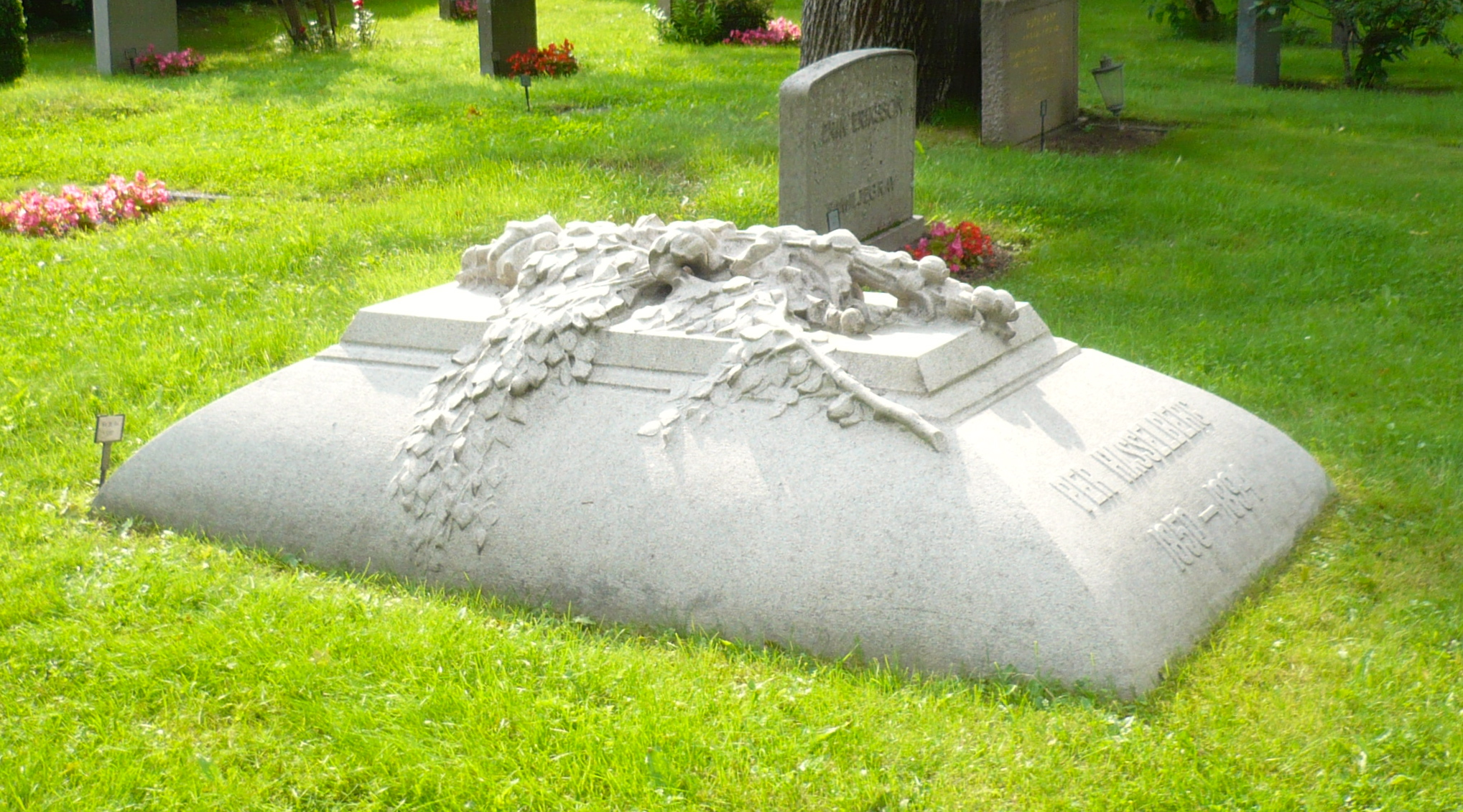
Per Hasselbergs gravplats på Norra begravningsplatsen i Solna.
Gravhällen i granit är utförd av Christian Eriksson.

Per Hasselberg (egentligen Karl Petter Hasselberg och före 1870 Åkesson), född 1 januari 1850 i Hasselstad nära Ronneby, död 25 juli 1894 i Hedvig Eleonora församling i Stockholm, var en svensk skulptör. Han var främst känd för allegoriska skulpturer av sensuella kvinnofigurer, liksom impressionistiska porträttbyster.

## Biografi
Per Hasselberg slutade skolan som tolvåring och började som timmermanselev, och senare lärling vid M. Östergrens möbelsnickeri i Karlshamn där han även utvecklade färdigheter som ornamentbildhuggare. Efter erhållet gesällbrev flyttade han 1869 till Stockholm, där han tog anställning hos ornamentbildhuggaren Henrik Nerpin, och påbörjade kvälls- och helgstudier vid Slöjdskolan. Per Hasselberg sökte till Konstakademien, men blev endast antagen till dess förberedande kurs, Principen. År 1876 reste han till Paris på ett yrkesidkarstipendium från Kommerskollegium, och antogs året därefter till École des Beaux-Arts där han bedrev tre års studier för den franske skulptören och akademiprofessorn François Jouffroy. Per Hasselberg förblev verksam i Paris till år 1890, då han återvände till Stockholm. Där skaffade han sig en ateljé på Östermalmsgatan.
Per Hasselbergs konstnärliga genombrott blev Snöklockan, som antogs till 1881 års Salon i Paris och som enda svenska konstverk belönades med ett hedersomnämnande, och vid Parissalongen 1883 erhöll Snöklockan i marmor guldmedalj. Såningskvinnan invigdes 1883 i Brunnsparken i Göteborg. År 1886 utförde han Farfadern i gips, vilken göts i brons för sin placering 1895 i Humlegården, Stockholm. Prins Eugen verkade för att Farfadern skulle placeras på denna plats. Grodan från 1887–1890 visades vid Världsutställningen 1889 i Paris. Per Hasselbergs sista stora verk blev Näckrosen 1892. Utöver sina kvinnofigurer blev han även känd för impressionistiska porträttgestaltningar av bland andra prins Eugen och Ernst Josephson.
Han var även en del av konstnärsgruppen Opponenterna och vice ordförande i Konstnärsförbundet. Viktiga uppdragsgivare var Pontus och Götilda Fürstenberg och prins Eugen. Hasselberg var även engagerad inför öppningen av Svenska Panoptikon och som lärare vid Konstnärsförbundets skola. När Fürstenberg planerade sitt blivande galleri 1882–1883 var Hasselberg hans rådgivare.
Under åren i Paris mötte Hasselberg konstnären Eva Bonnier, och de inledde en relation och förlovade sig, men förlovningen bröts. Han inledde därefter en relation med sin modell för Näckrosen, Signe Larsson, som 1893 födde deras dotter Julia.
Per Hasselberg avled den 25 juli 1894 på Sofiahemmet i Stockholm på grund av ett återfall i sin – på den tiden obotliga – sjukdom aortadissektion, som hade diagnostiserats redan 1885. Han var då inlagd på Sahlgrenska sjukhuset i Göteborg och informerades om, att han hade högst ett par år till att leva. Dottern adopterades av Eva Bonnier. Per Hasselberg begravdes den 28 juli 1894 på Norra begravningsplatsen i Solna. Graven ligger i kvarteret 16A4 och har nummer 1207.

## Utställningar och representation
Per Hasselberg är rikt representerad vid Nationalmuseum, Göteborgs konstmuseum, Prins Eugens Waldemarsudde och Rottneros Park. Efter Hasselbergs död kom ett 40-tal av hans verk att visas under mars–april 1918 vid en retrospektiv utställning på Liljevalchs konsthall. Våren 2010 visades en stor retrospektiv utställning på Waldemarsudde, recenserad i bland annat Svenska Dagbladet och Stockholms-Tidningen.
Hasselbergsvägen i stadsdelen Södra Ängby i Stockholm och Per Hasselbergs väg i Kallinge är båda uppkallade efter Per Hasselberg.

## Verk i urval
- Familjen Åkessons familjegrav, Bredåkra kyrkogård (1876)[19]
- Tjusningen (Le Charme, 1880)
- Snöklockan (La Perce-Neige, 1881)
- Ernst Josephson (1883)
- Såningskvinnan (La Semeuse, 1883)
- S.A. Hedlund (1883)
- Dynamiten, takrelief (1884–1885)[20]
- Elektriciteten, takrelief (1884–1885)
- Fotografiet, takrelief (1884–1885)
- Magnetismen, takrelief (1884–1885)
- Telefonien, takrelief (1884–1885)
- Ångan, takrelief (1884–1885)
- Göthilda Fürstenberg (1885)
- Pontus Fürstenberg, (1885)
- Farfadern (L'Aiëul, 1886)
- Vallmo (1887)[21]
- Vågens tjusning (Attrait de la Vague, 1888)
- Prins Eugen (1889)
- Grodan (La Grenouille, 1890)
- Coco (Marchand de Coco, 1890)
- Sandelbinderskan (1892)
- Näckrosen (1892)
- Faun och nymf (1893)
- Mignon (1894)
- Skogsnymf (1894)

## Bildgalleri

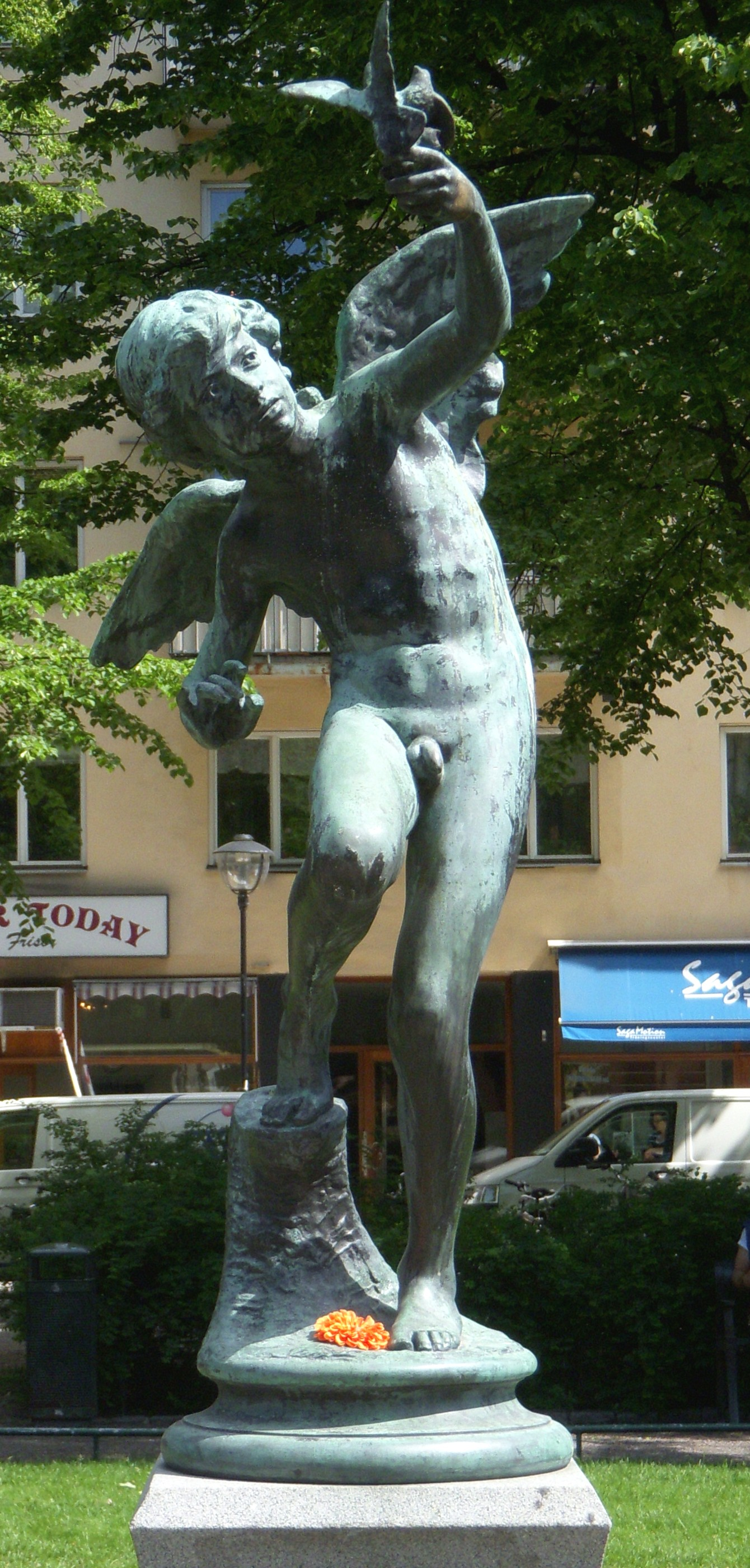
Tjusningen från 1880, sedan 1917 på Mariatorget i Stockholm.
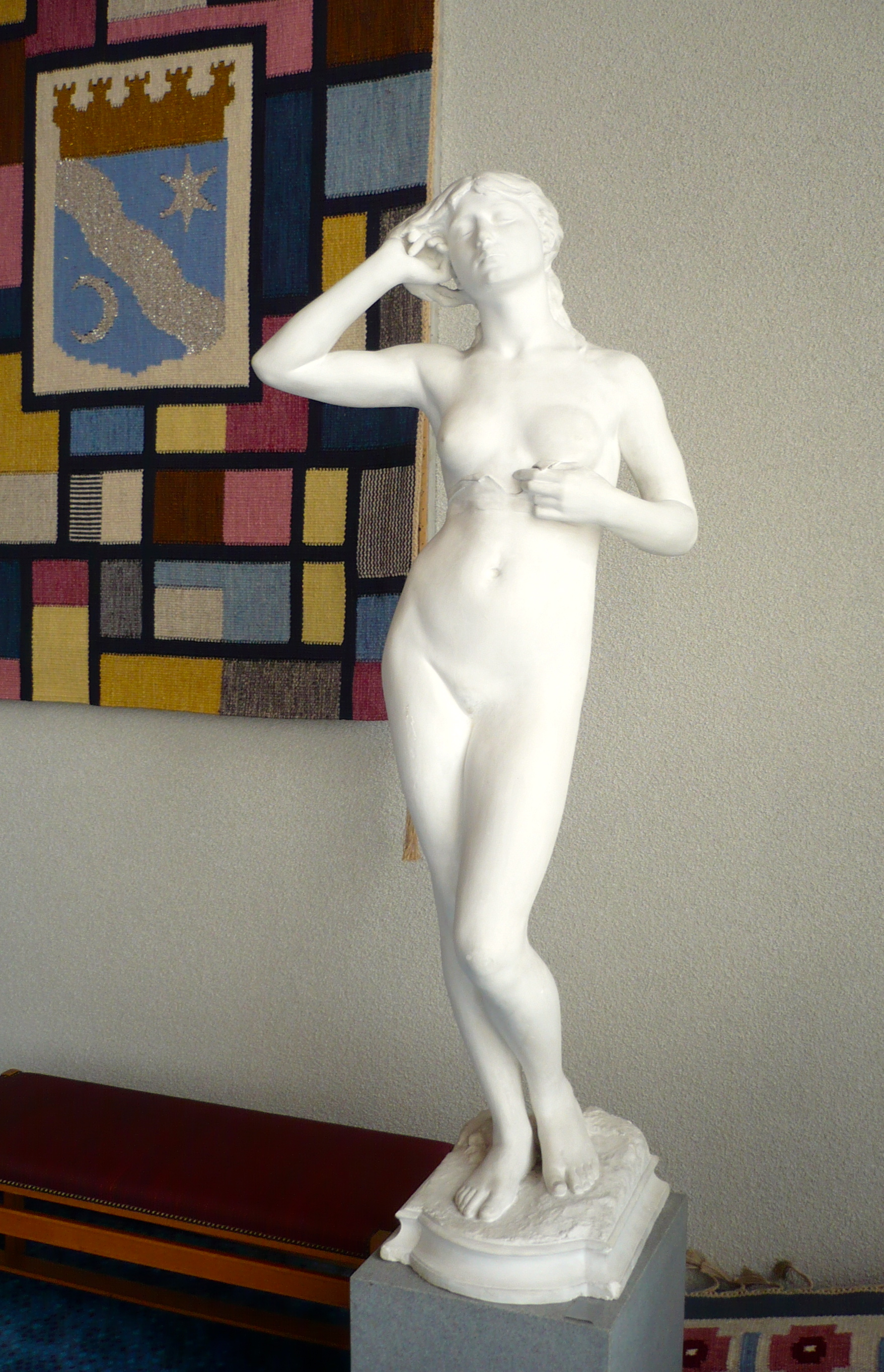
Snöklockan, original i gips från 1881 i Ronneby stadshus, Ronneby.
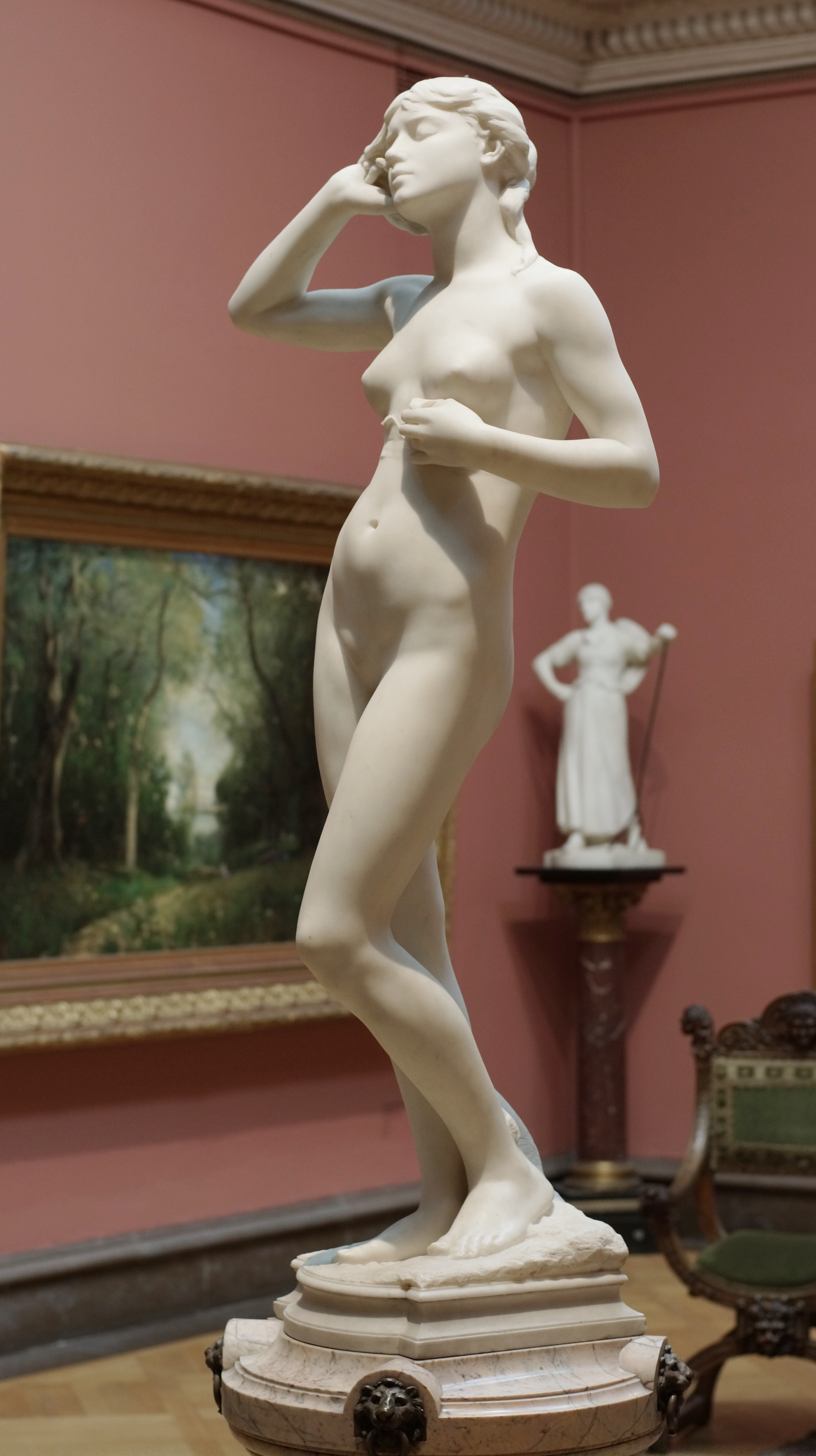
Snöklockan från 1885 i Fürstenbergska galleriet, Göteborgs konstmuseum.
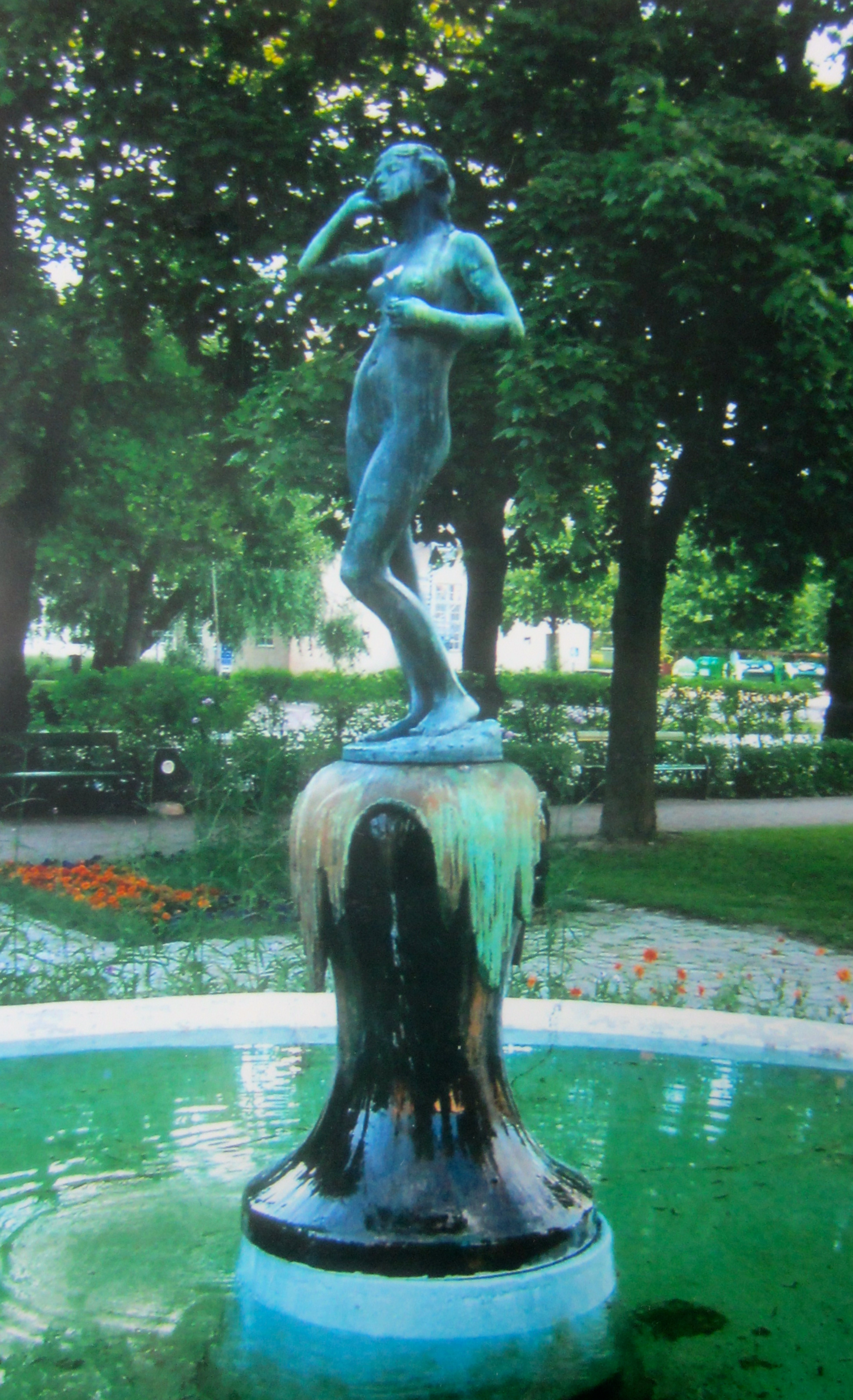
Snöklockan i parken Kronbergs minne, Falun sedan 1910.
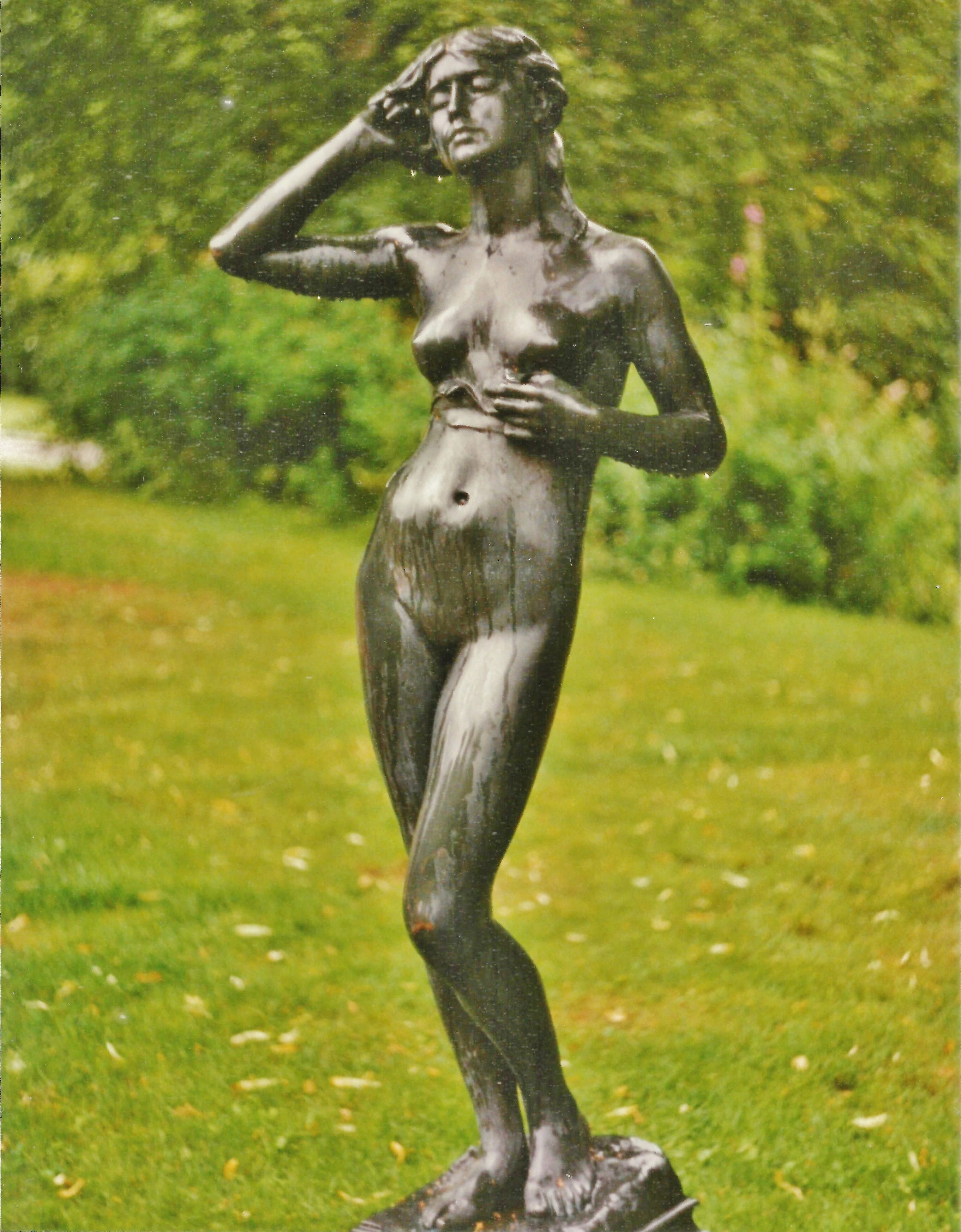
Snöklockan gjuten i brons 1953 hos C & A Nicci (Rom) för Rottneros Park i Sunne.
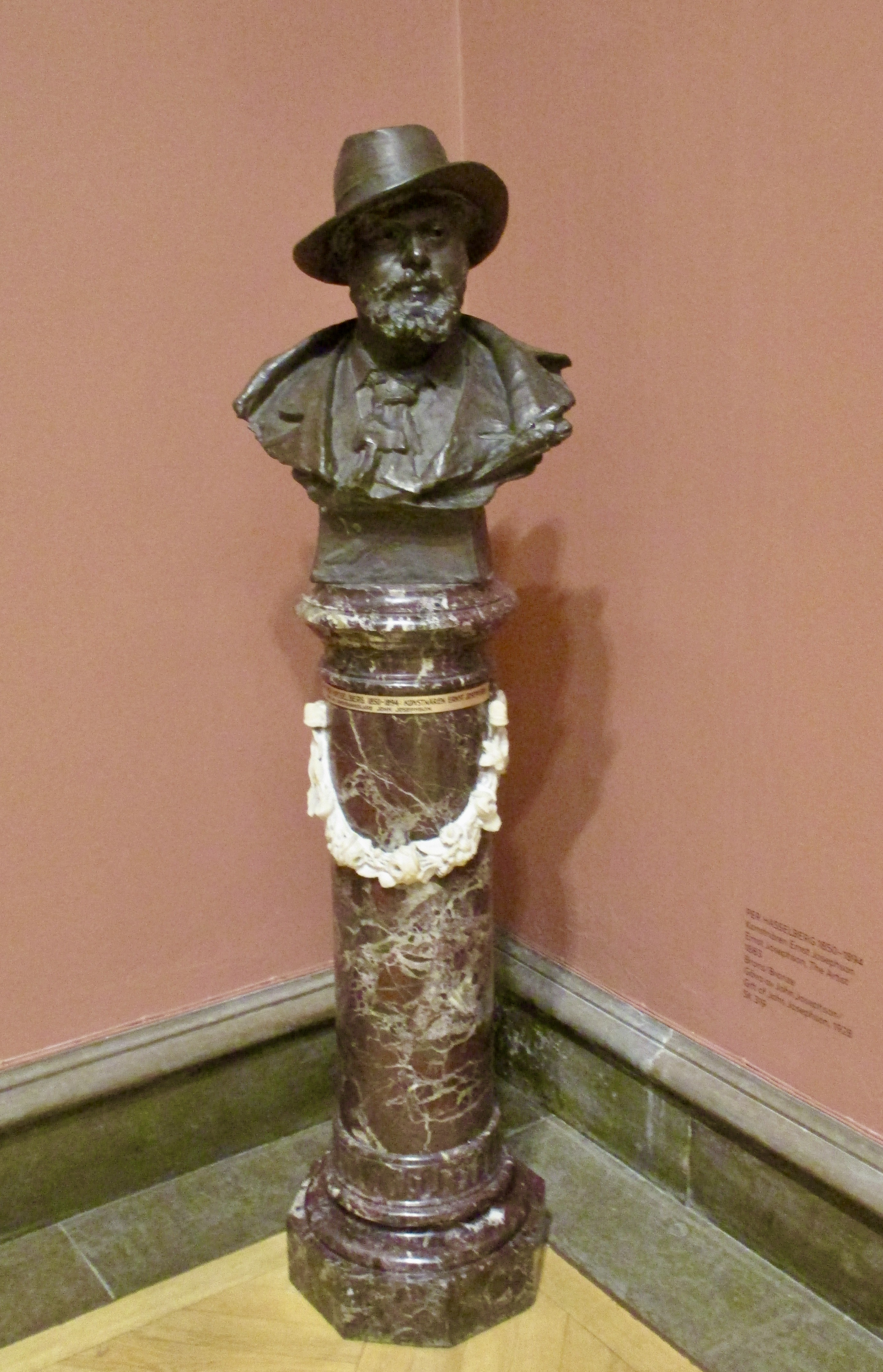
Ernst Josephson, byst i brons från 1883, i Fürstenbergska galleriet.
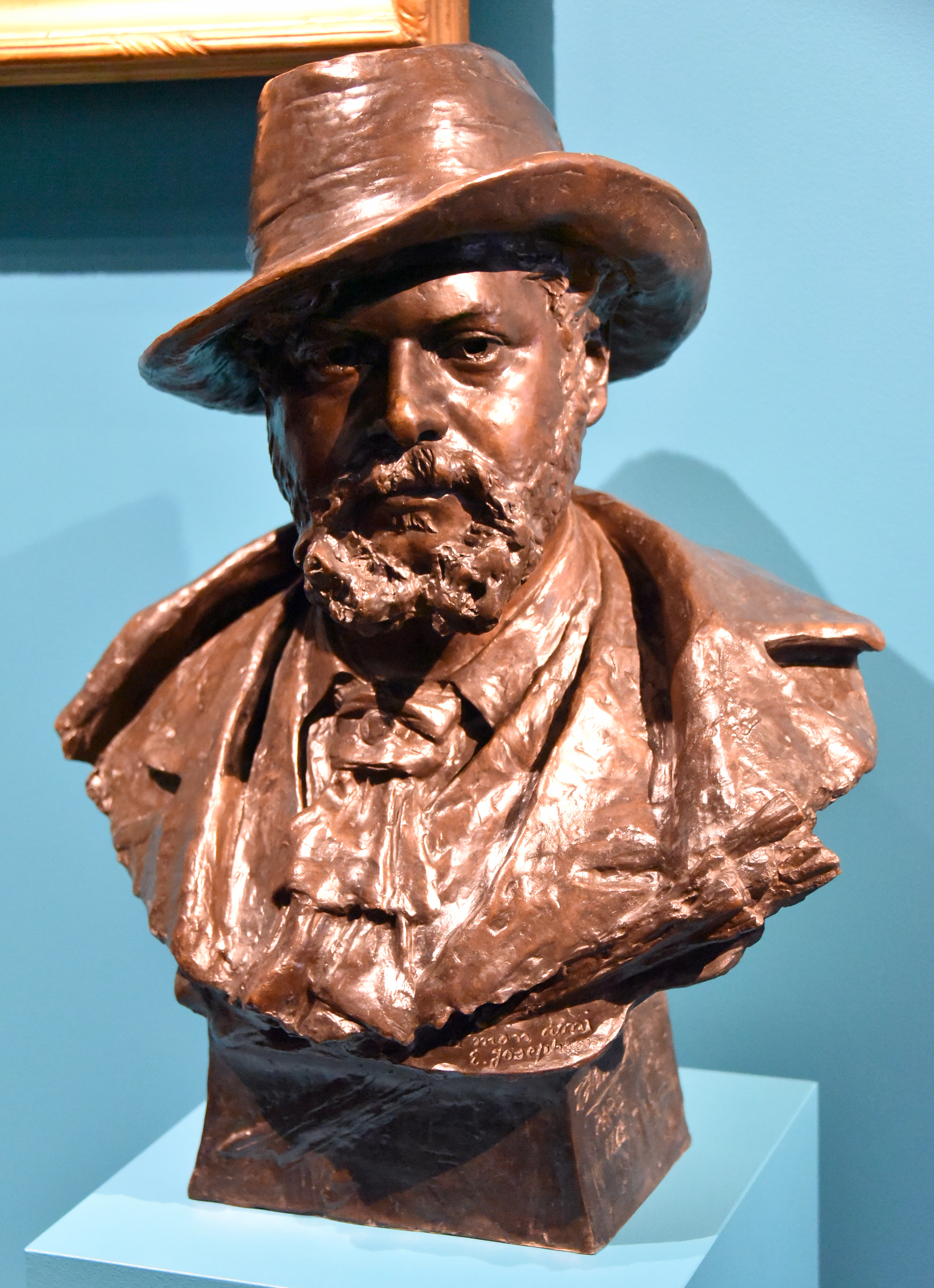
Ernst Josephson, byst i brons från 1883, i Nationalmuseum.
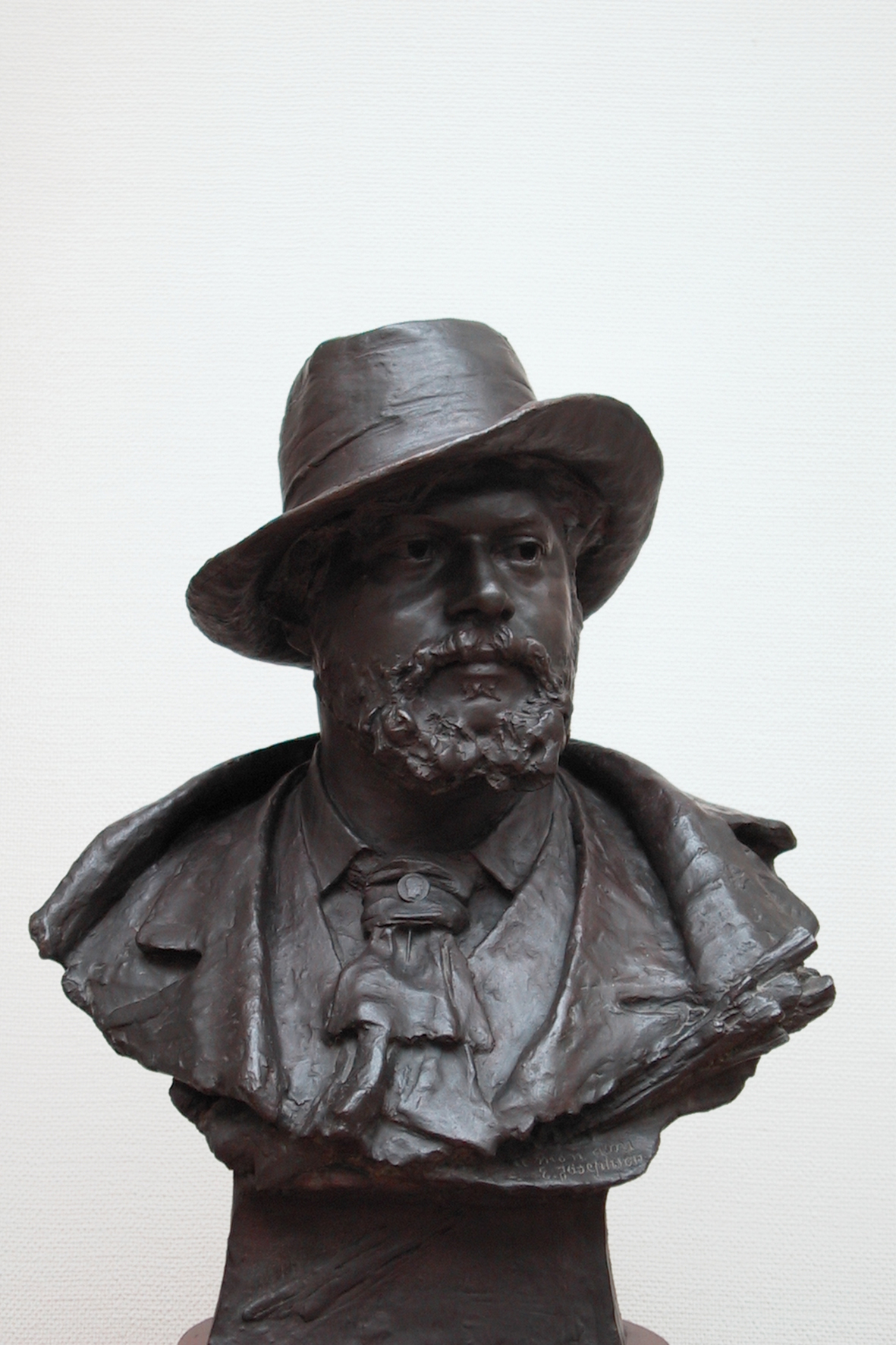
Ernst Josephson, byst i brons från 1883, i Thielska galleriet.
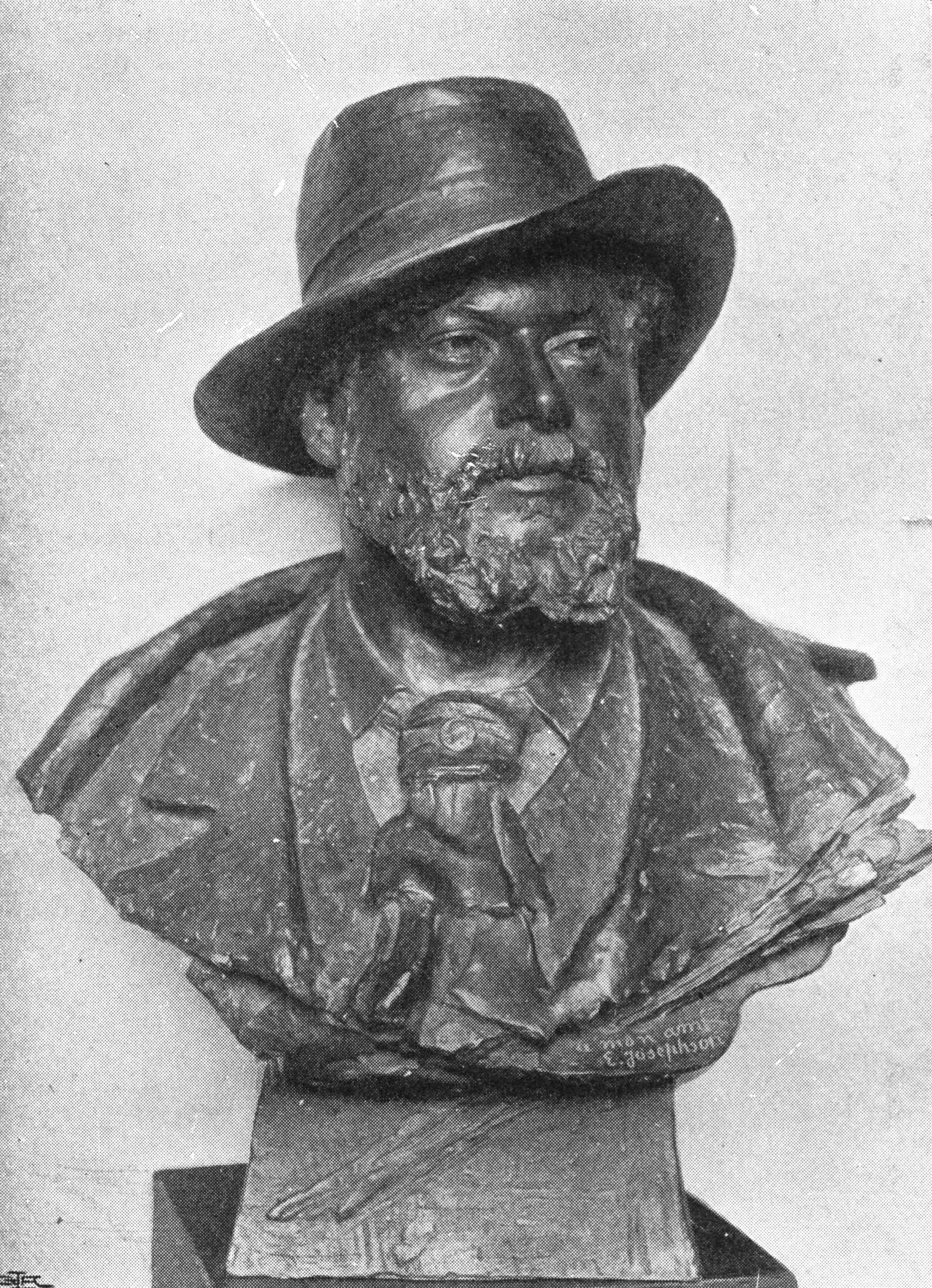
Ernst Josephson, byst i brons från 1883, även i Prins Eugens Waldemarsudde.
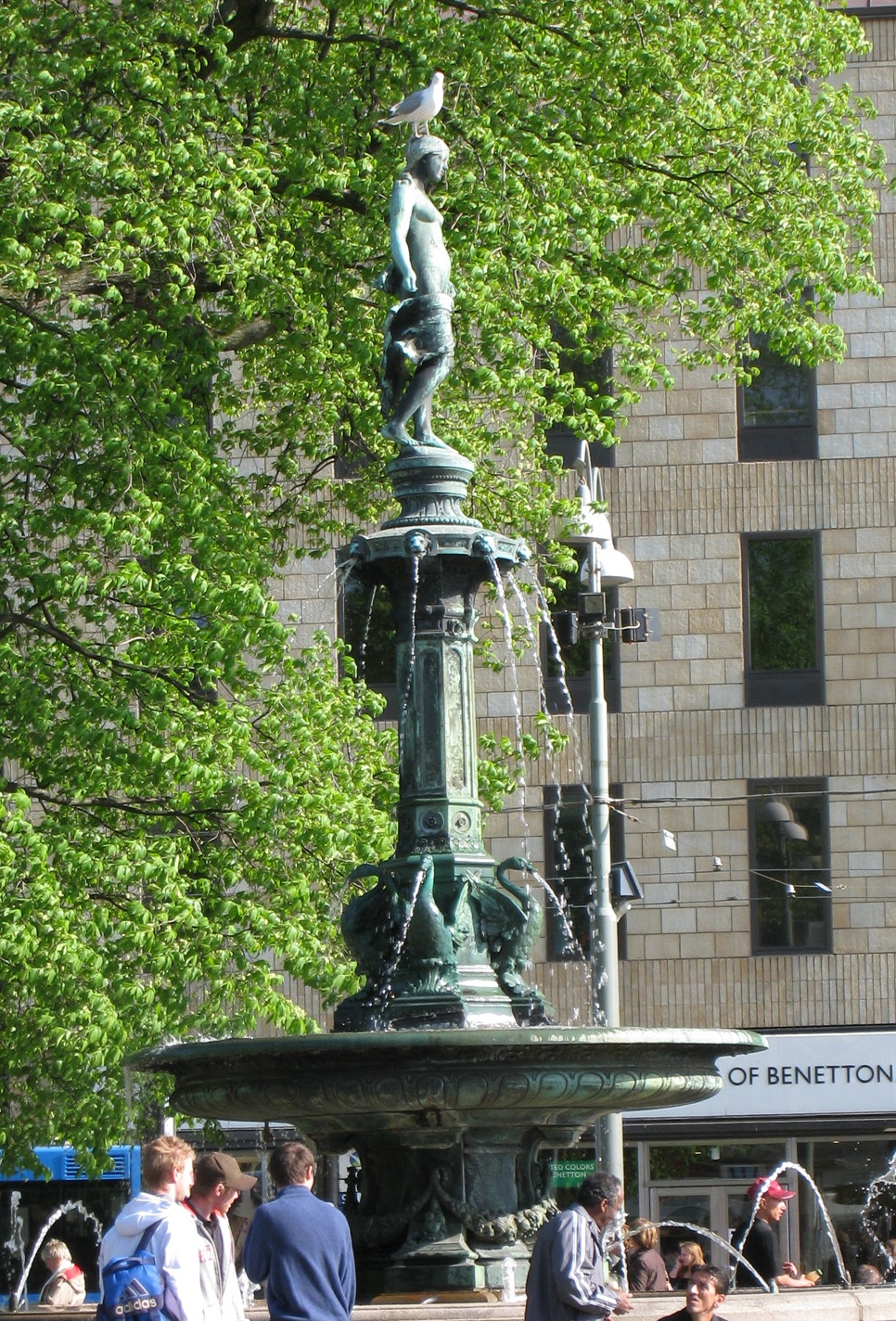
Såningskvinnan från 1883 i Brunnsparken, Göteborg.
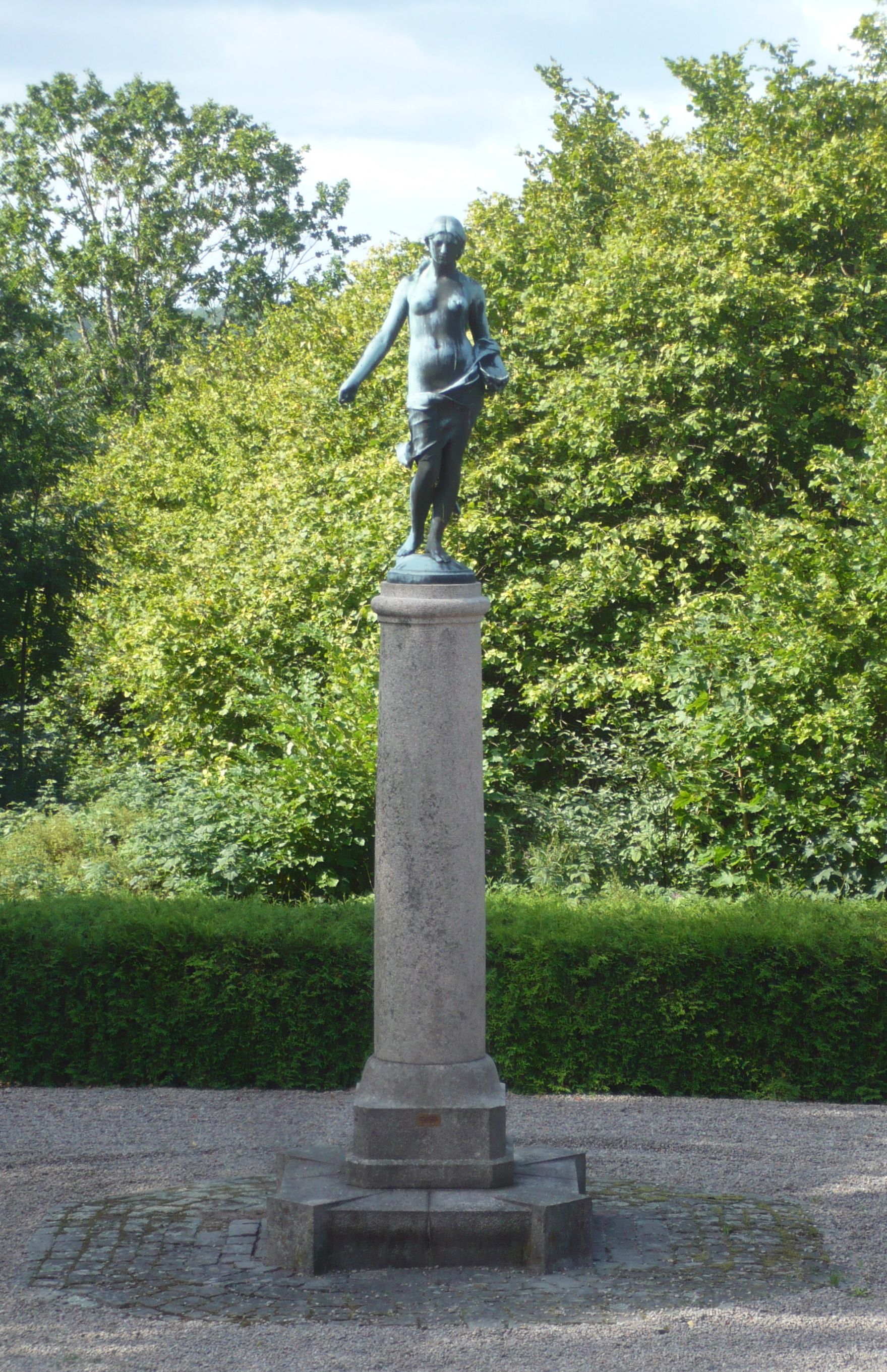
Såningskvinnan från 1919 vid folkhögskolan i Bräkne-Hoby.
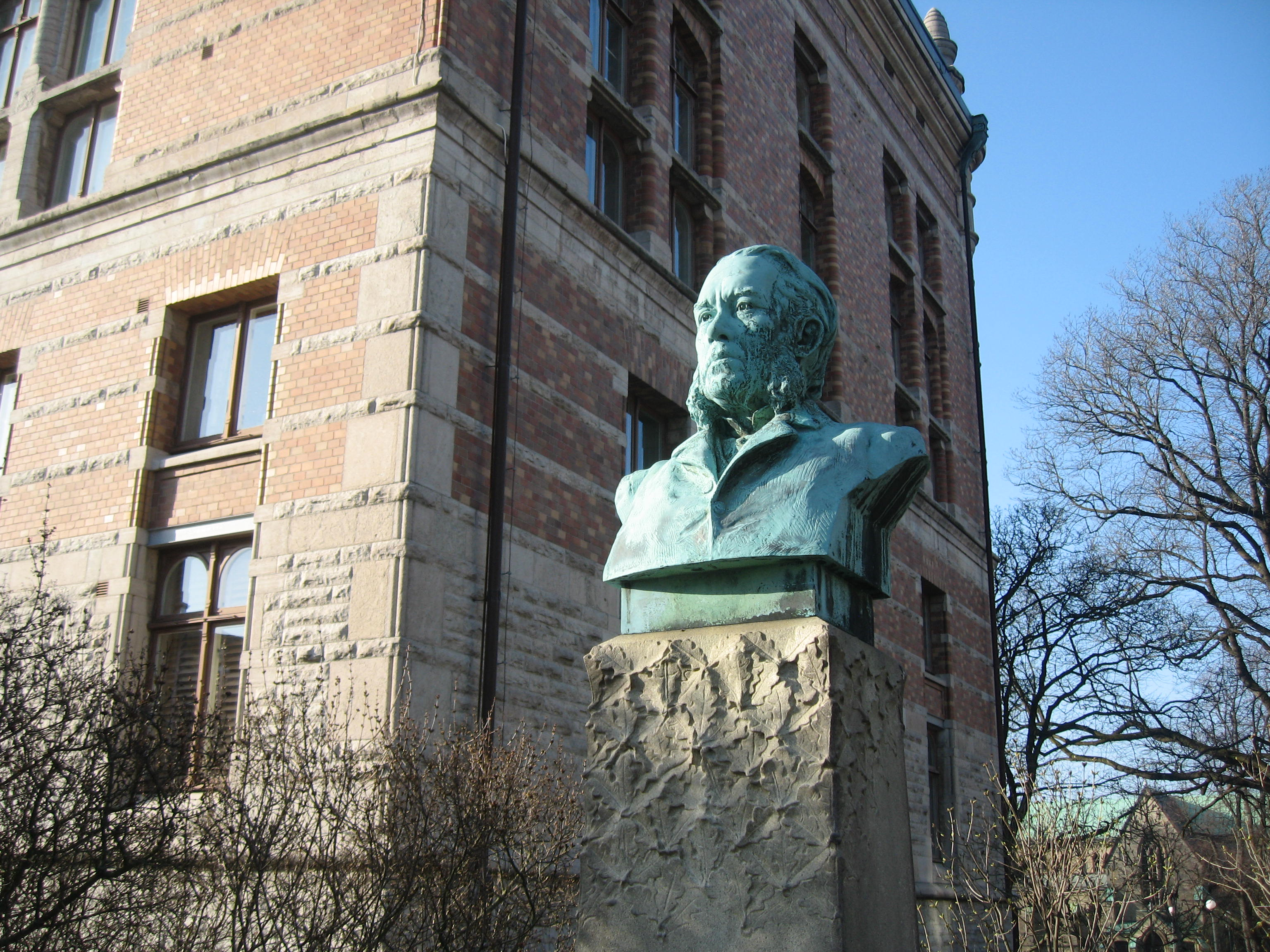
Sven Adolf Hedlunds byst från 1883 vid Samhällsvetenskapliga biblioteket, Göteborg.
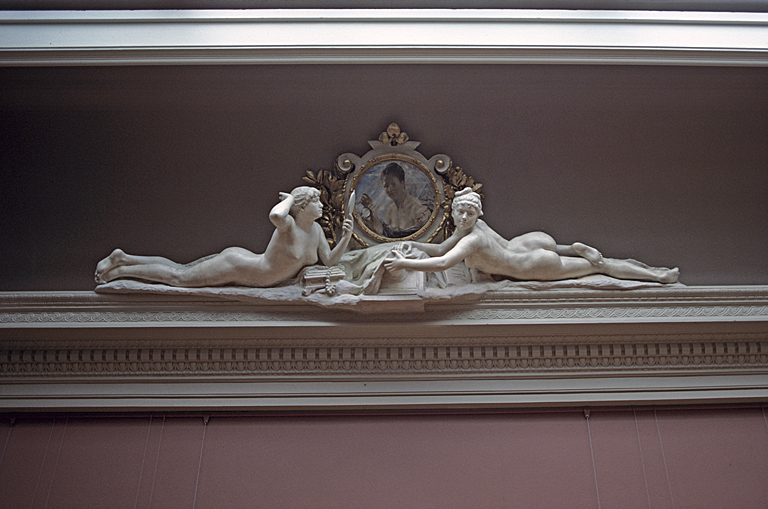
Relifen Fotografien från 1885 med en medaljmålning i Fürstenbergska galleriet, Göteborgs konstmuseum.
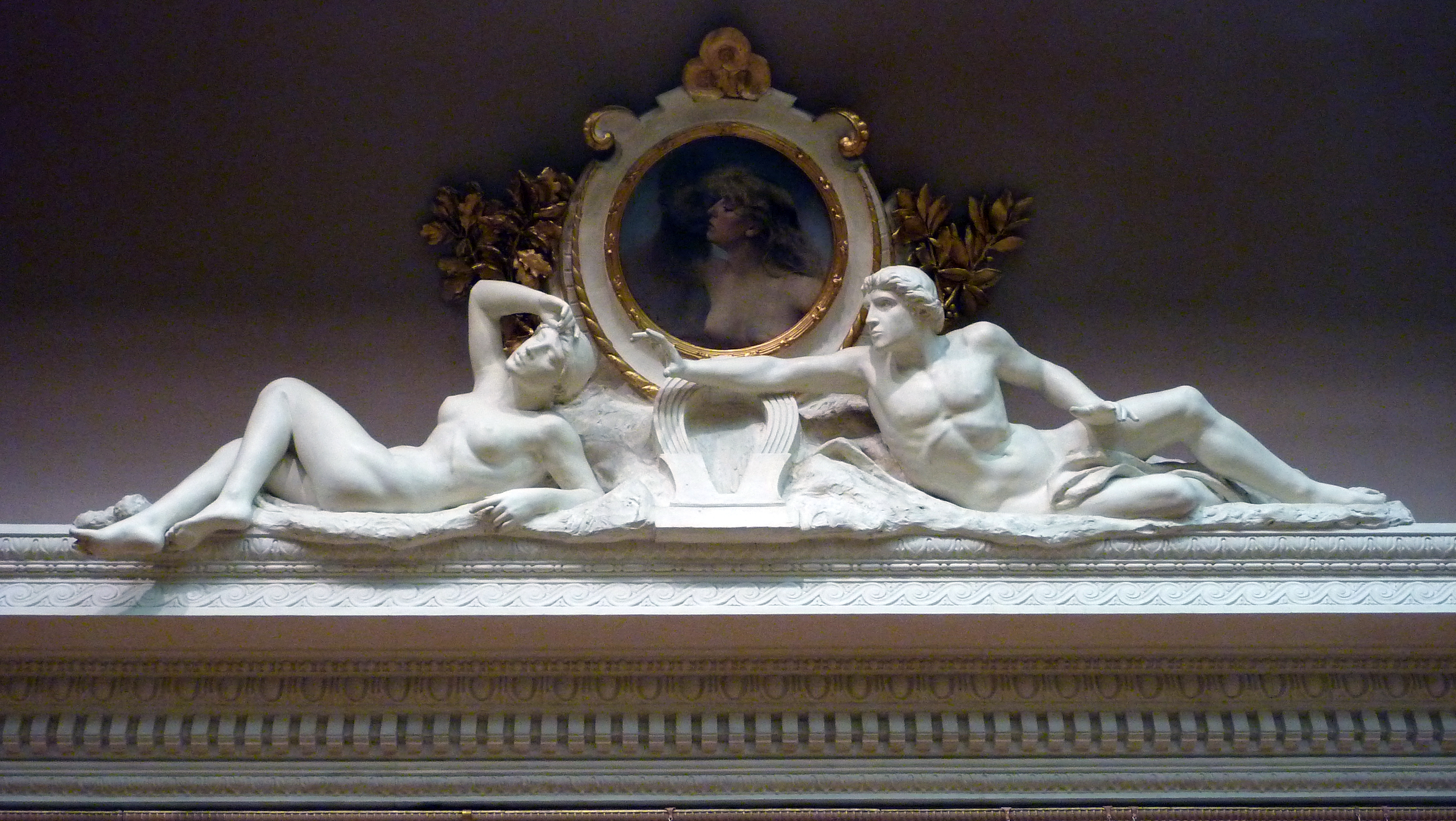
Relifen Magnetismen från 1885 med en medaljmålning av August Hagborg i Fürstenbergska galleriet, Göteborgs konstmuseum.
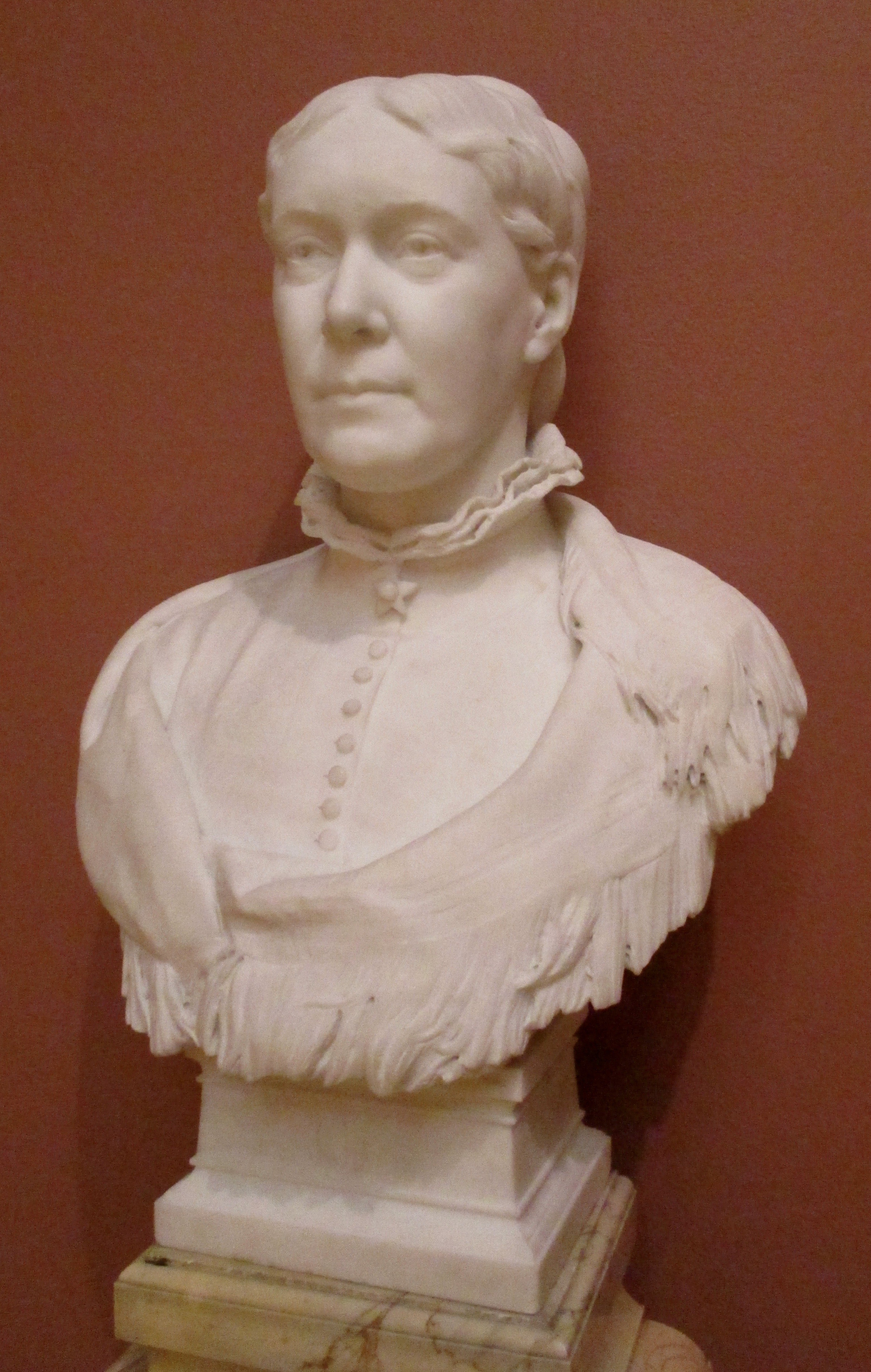
Göthilda Fürstenberg marmorbyst från 1885 i Fürstenbergska galleriet, Göteborgs konstmuseum, F 179.
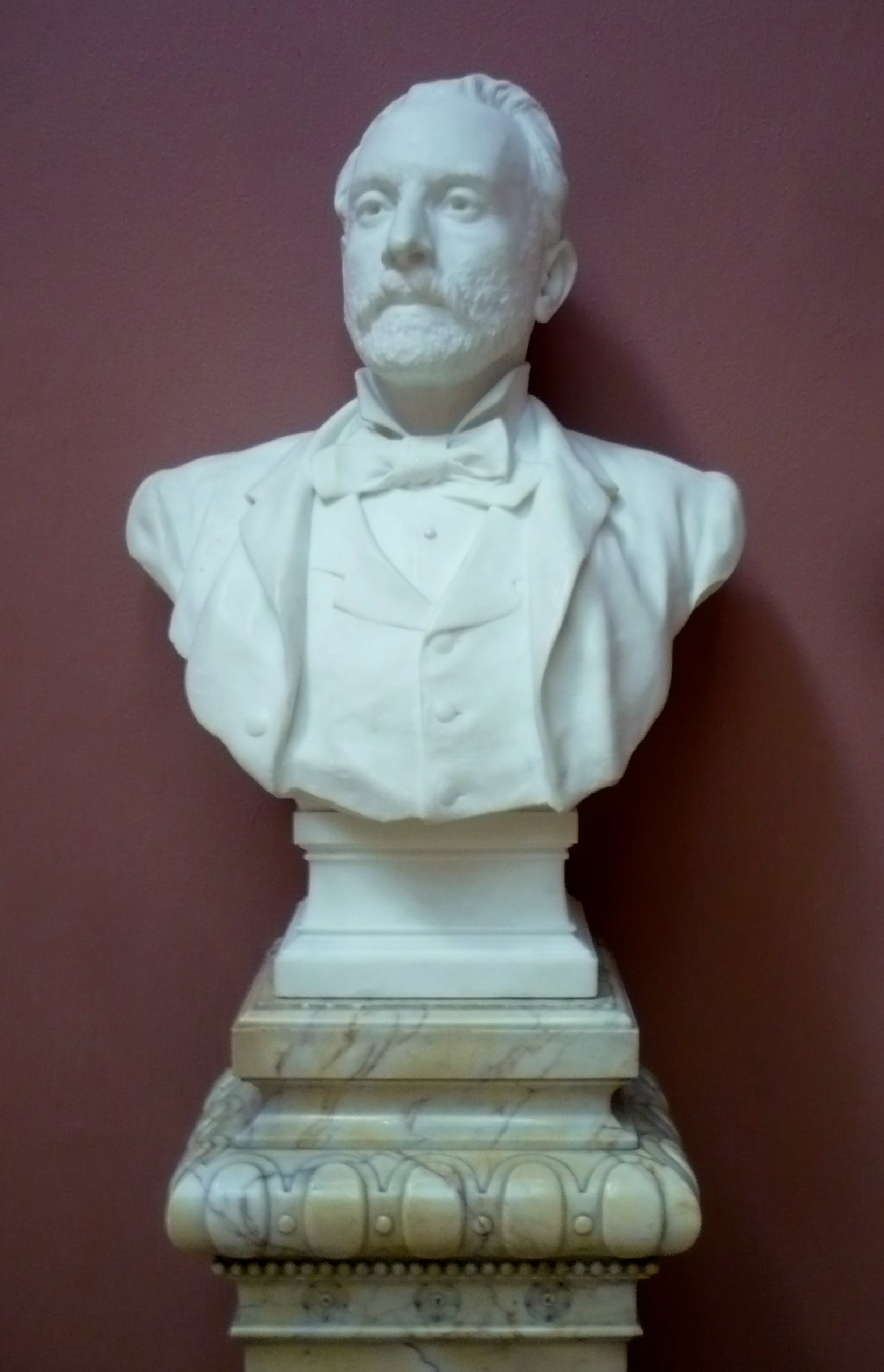
Pontus Fürstenberg, marmorbyst från 1885 i Fürstenbergska galleriet, Göteborgs konstmuseum, F 178.
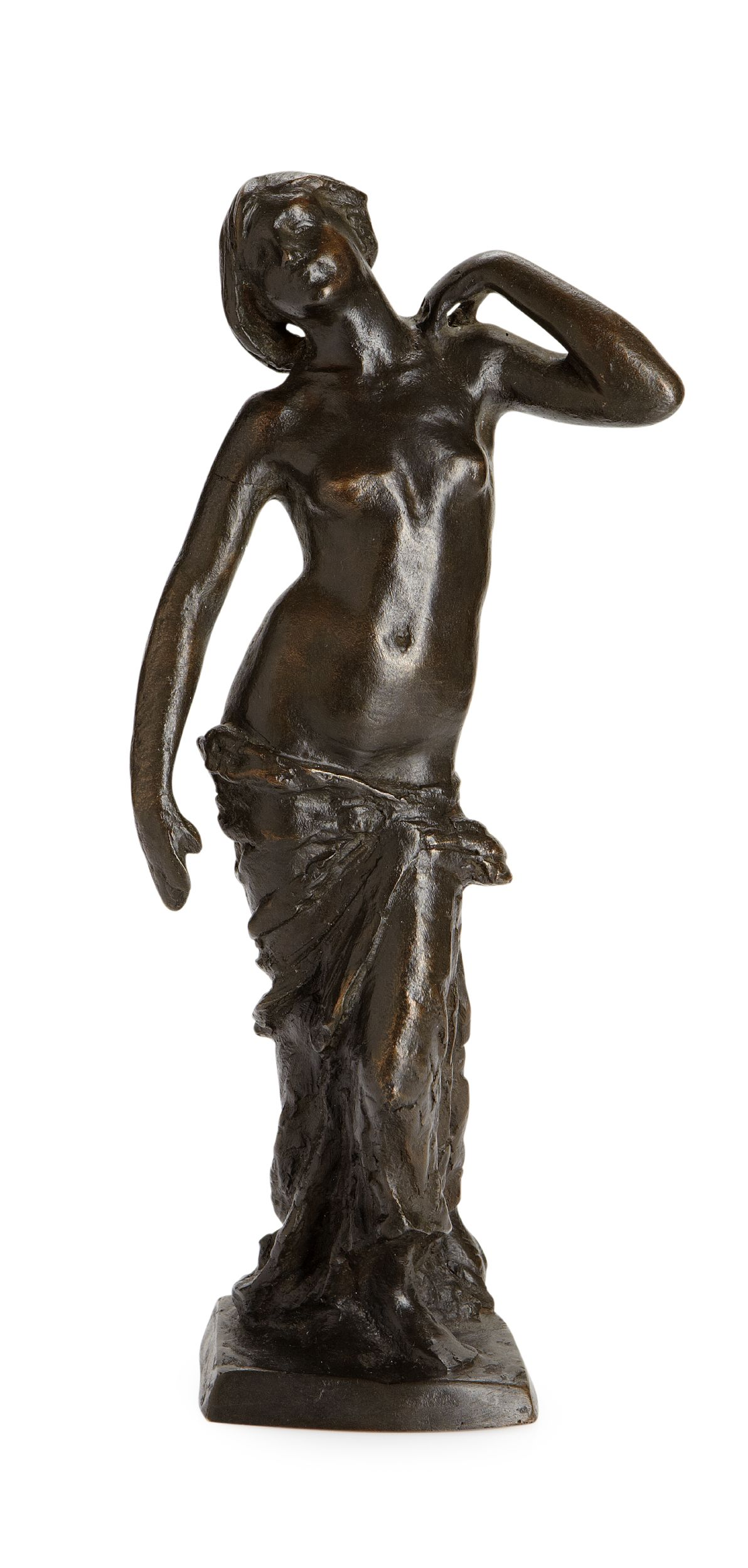
Vallmo, statyett i mörkpatinerad brons, från 1887, gjutarmärkt Otto Meyer fud.
Pontus Fürstenberg, statyett, bemålad gips, från omkring 1888, Göteborgs konstmuseum, F 189a.
Pontus Fürstenberg, statyett, silverpatinerad brons, från 1888, Göteborgs konstmuseum, F 189b.
Vågens tjusning, statyett i terrakotta, från 1888, Göteborgs konstmuseum, F193.
Sandalbinderska, statyett i marmorino, från 1892, Göteborgs konstmuseum, Sk 201.
Faun och nymf, statyett i terrakotta, från 1893, Göteborgs konstmuseum, Sk 183.
Skogsnymf, statyett i brons, från 1894, Göteborgs konstmuseum, F 191.
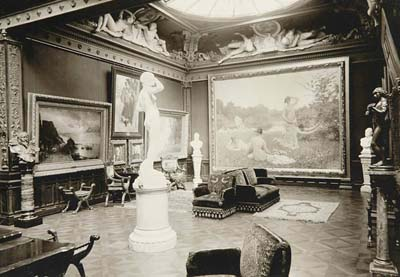
Snöklockan i marmor och sex takskulpturer från 1885, Fürstenbergska galleriet, Göteborgs konstmuseum.
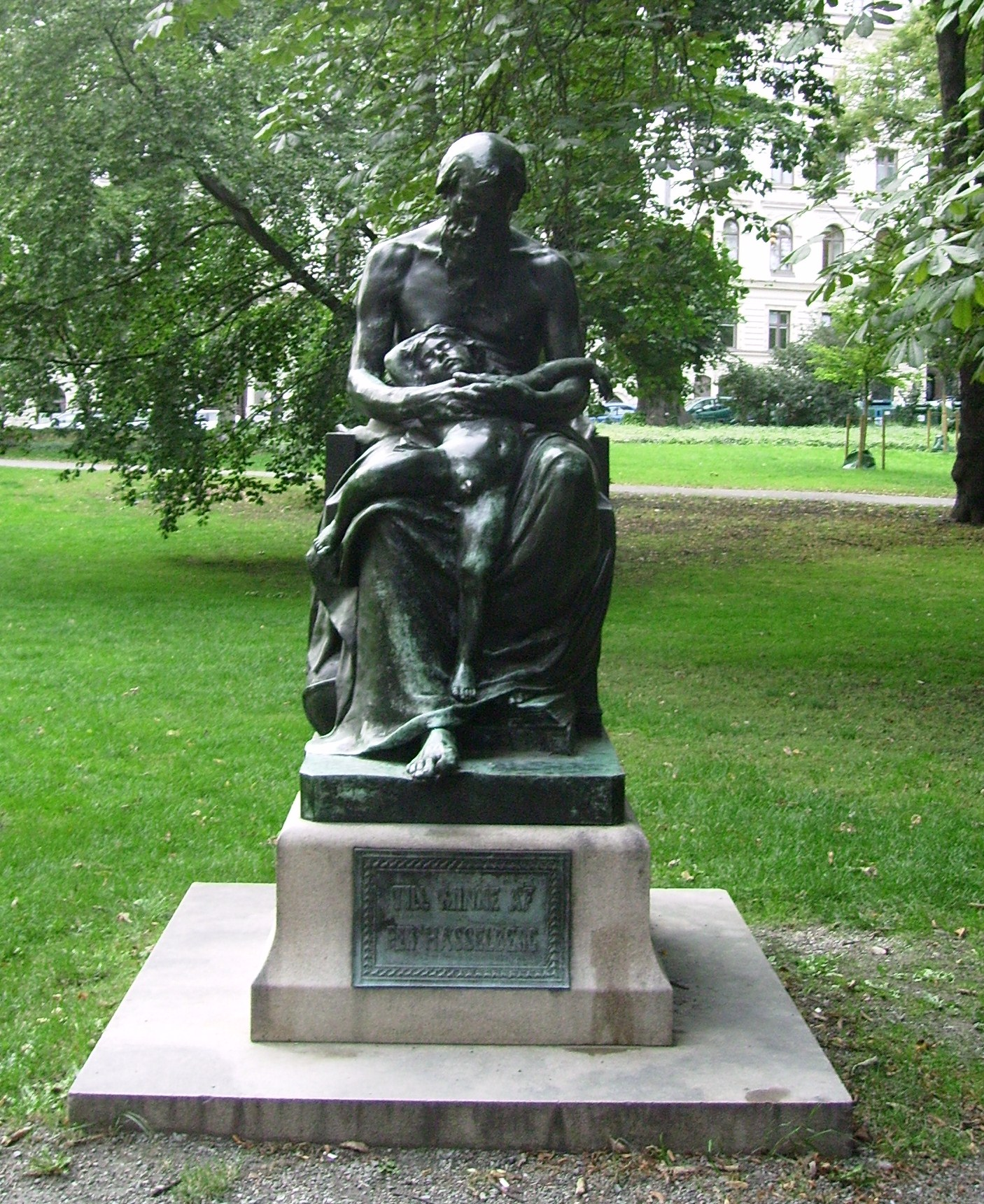
Farfadern sedan 1896 vid Kungliga biblioteket, Stockholm.
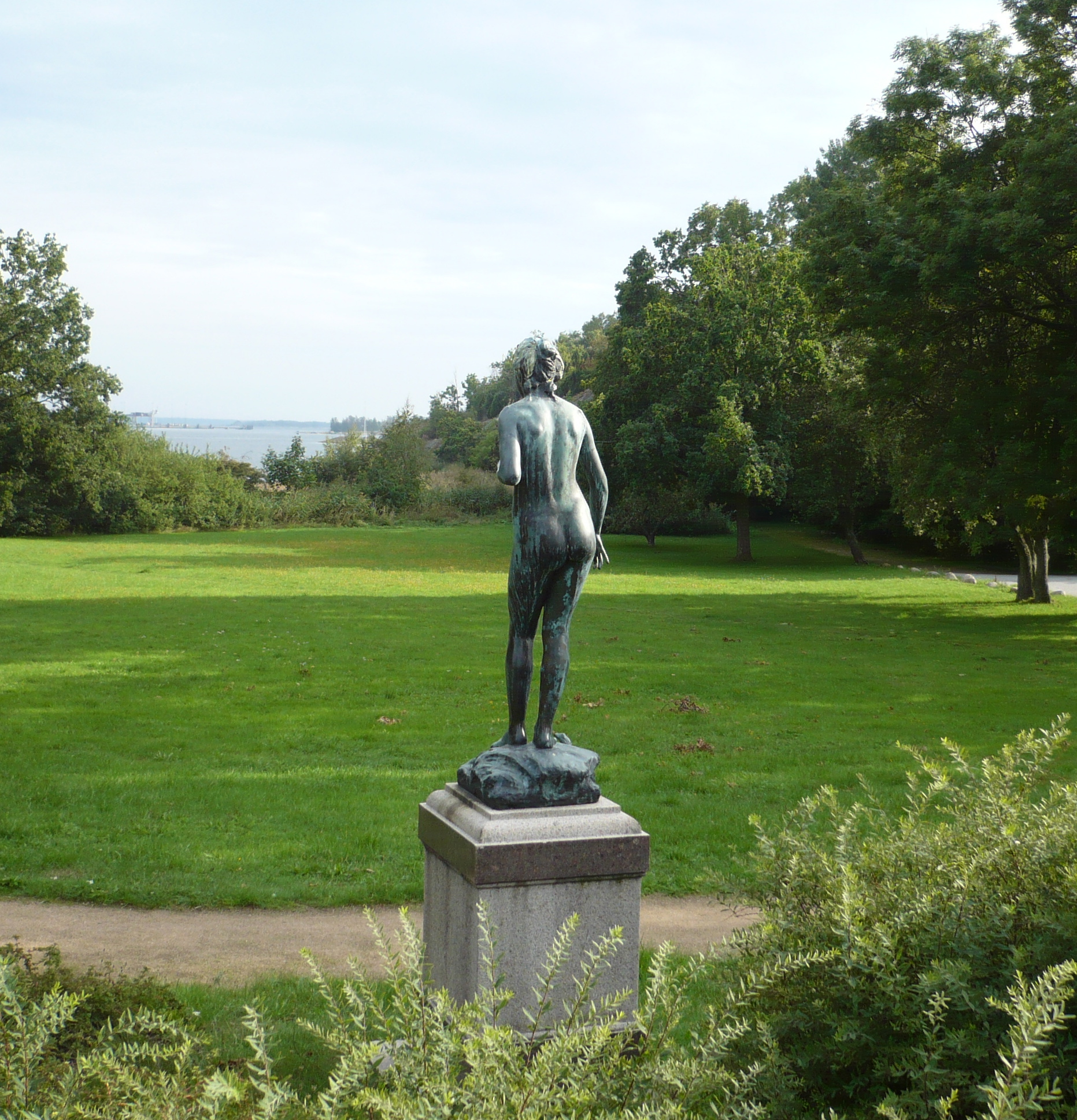
Vågens tjusning, sedan 1920 i parken vid Herrgårdsvägen på Hästö, Karlskrona.
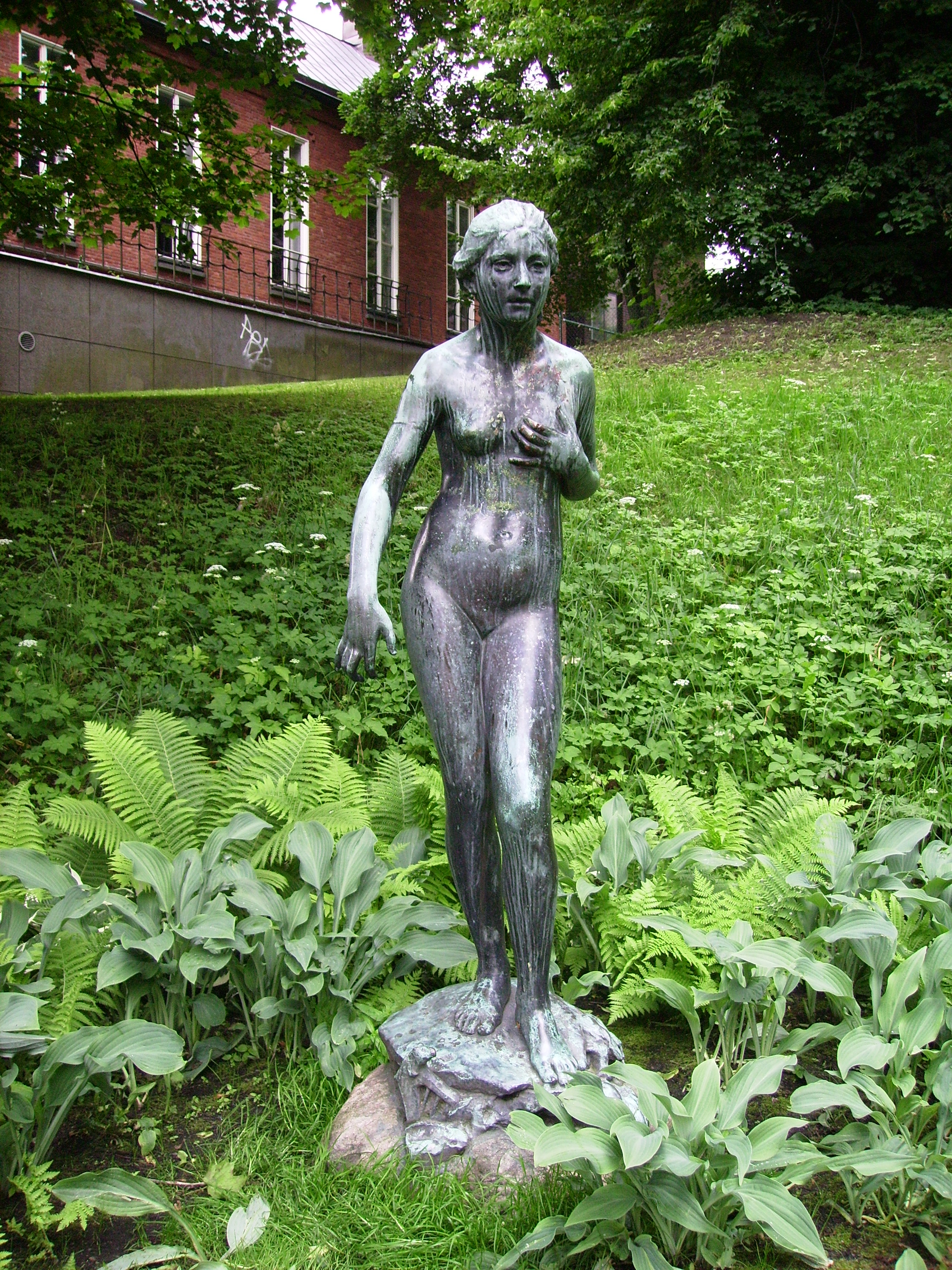
Vågens tjusning, från 1922 i parken vid Vasakyrkan, Engelbrektsgatan, Göteborg.
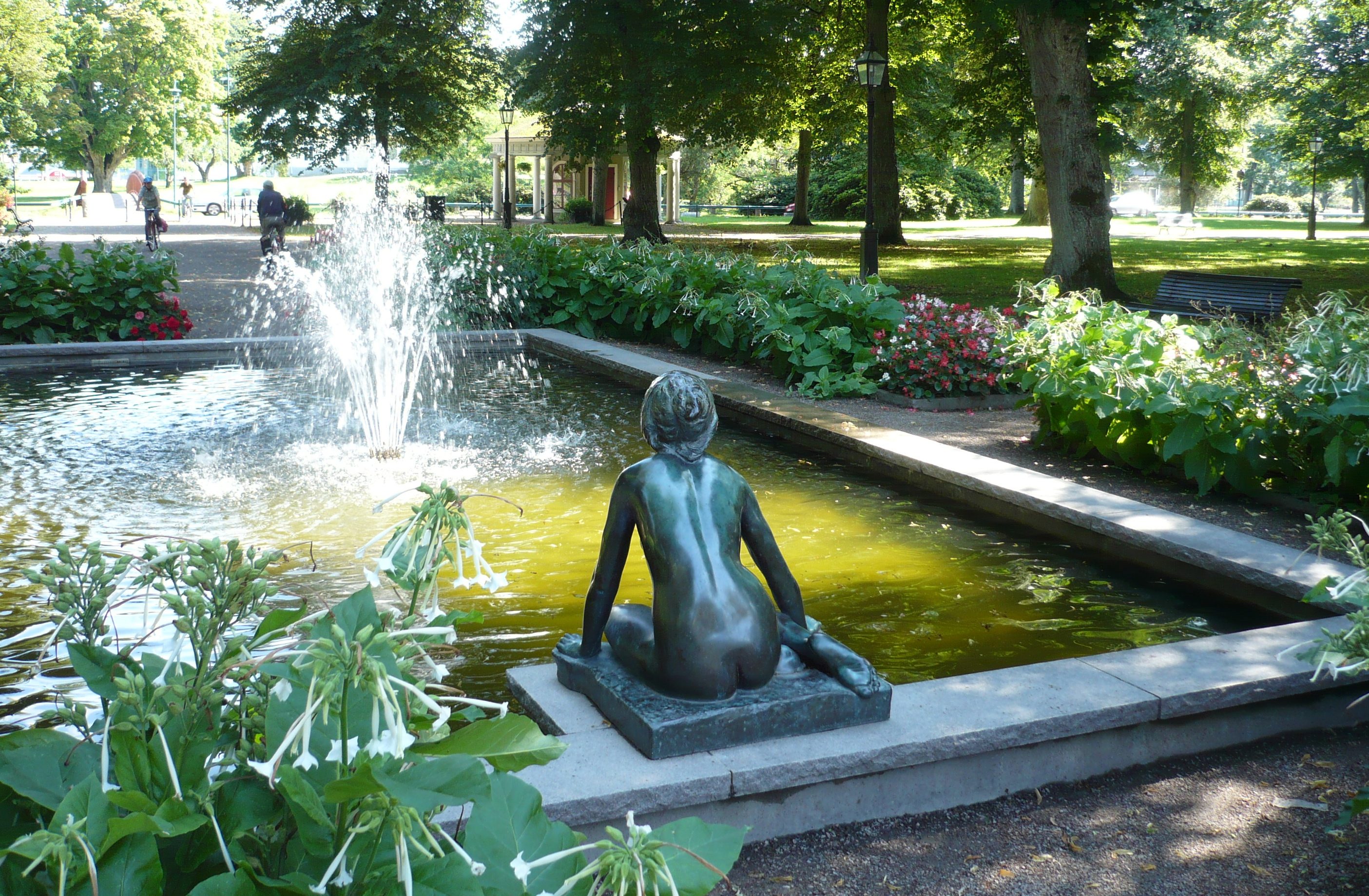
Grodan från 1917 i Brunnsparken vid Ronneby Brunn.
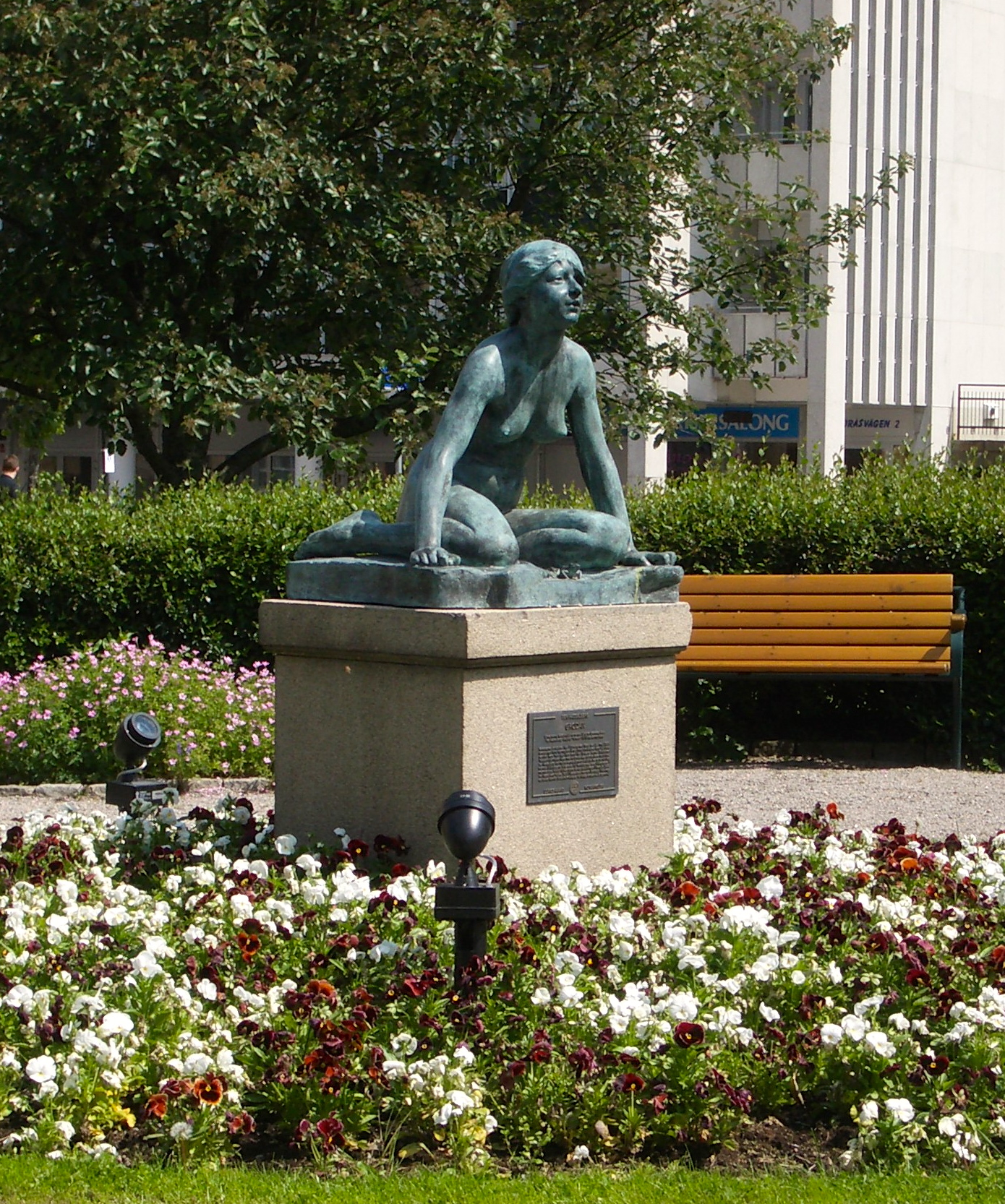
Grodan sedan 1949 i Grodparken, Ulricehamn.
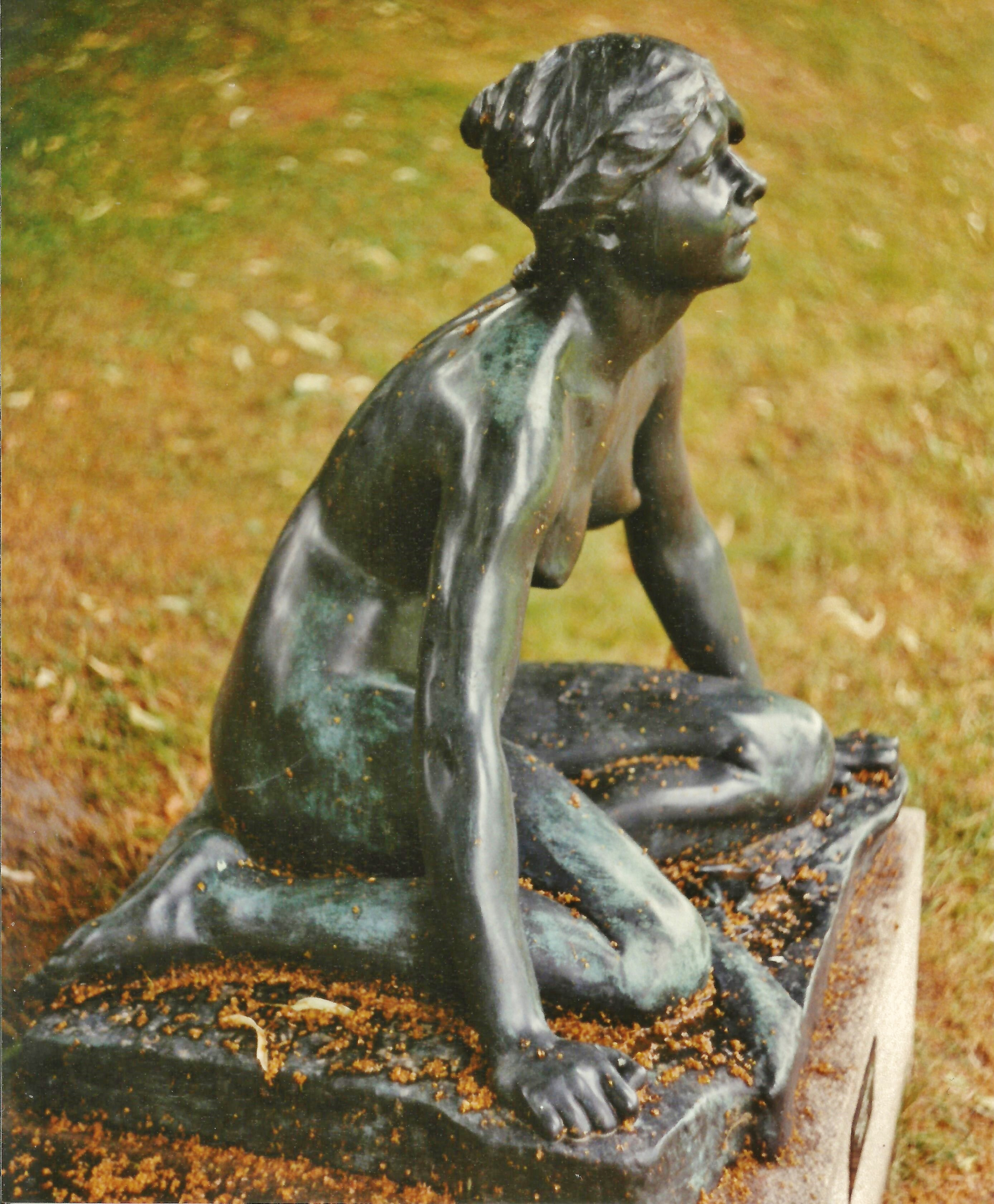
Grodan sedan 1957 i Rottneros Park i Sunne.
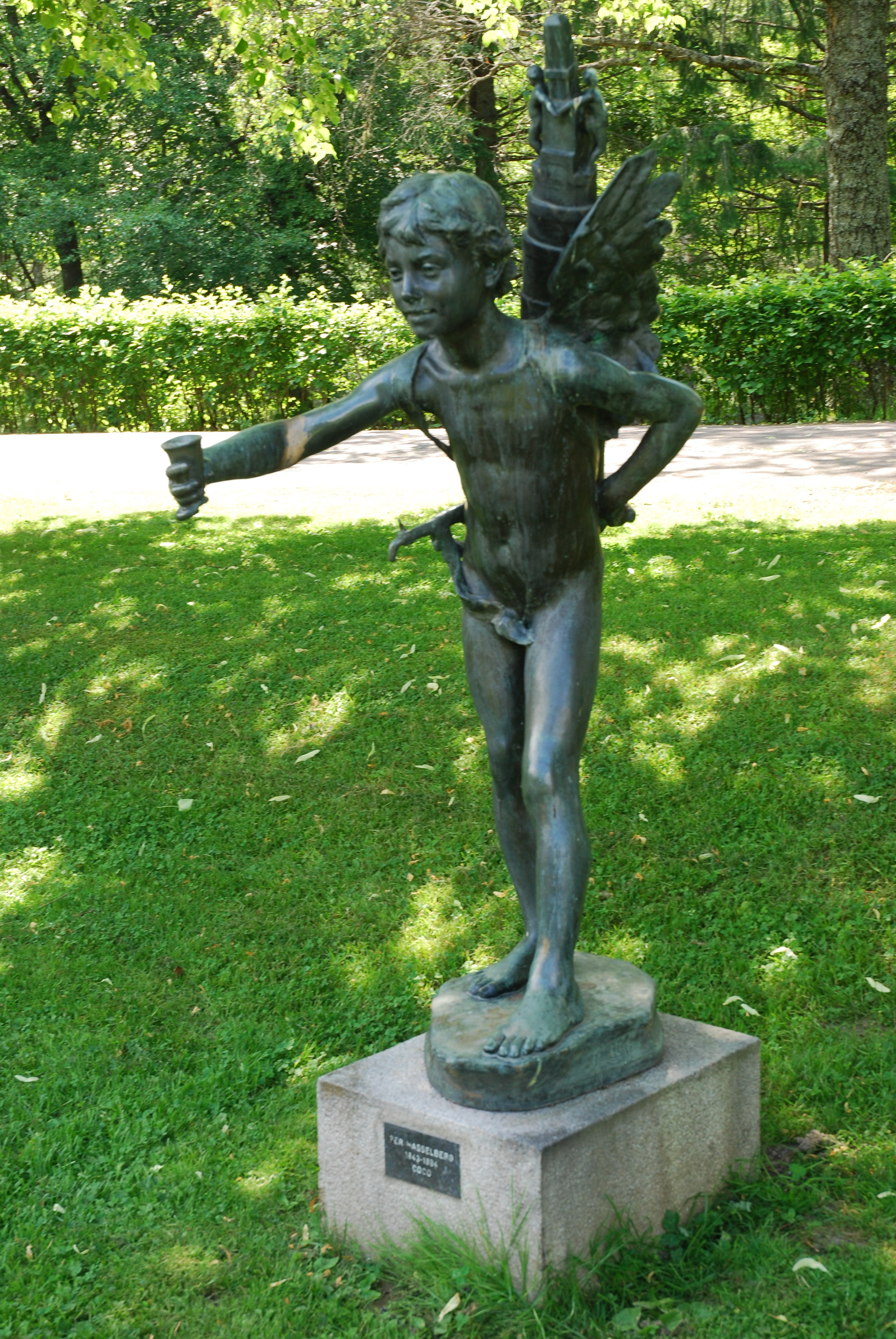
Coco från 1953 i Rottneros Park.
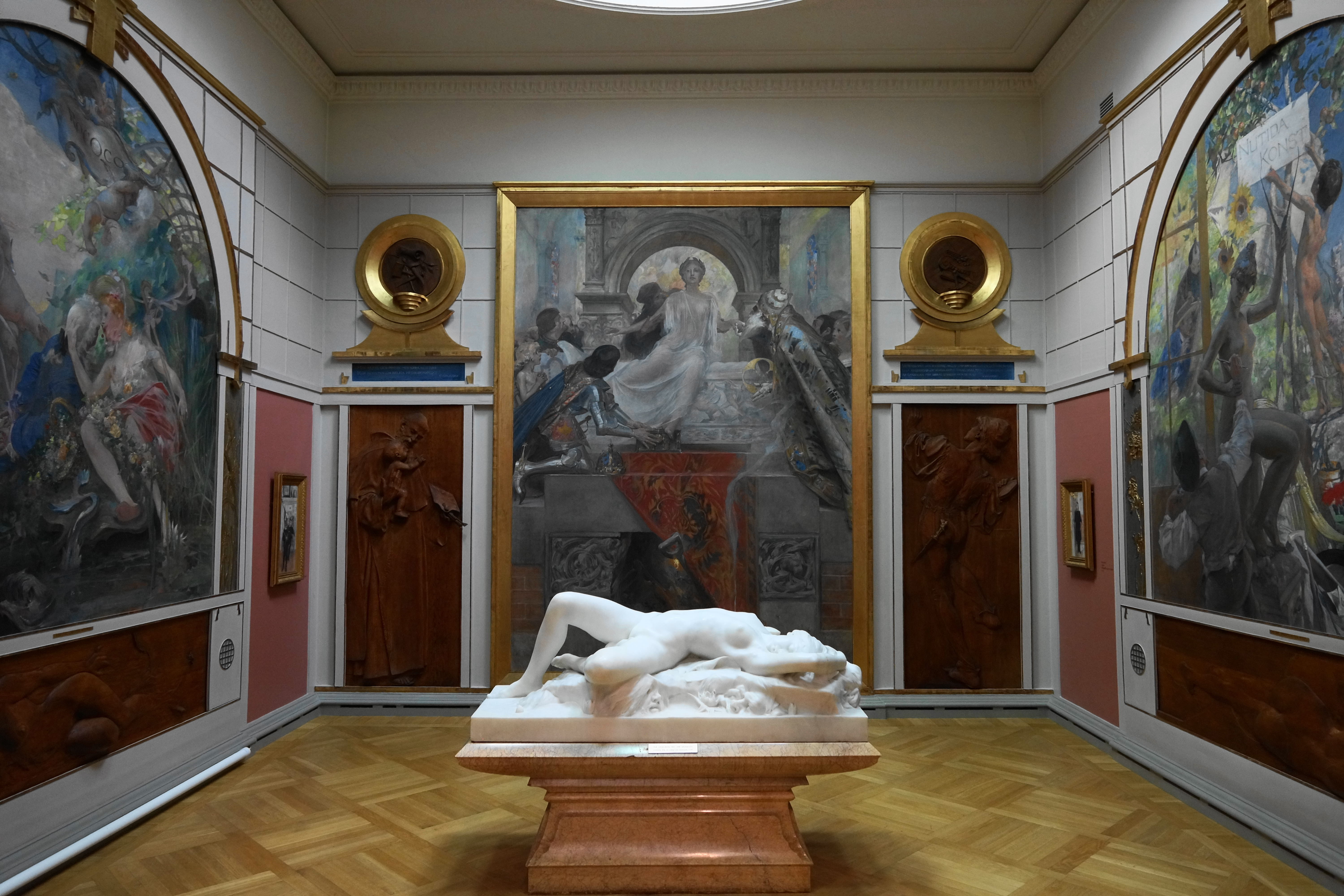
Näckrosen i marmor 1896, Göteborgs konstmuseum.
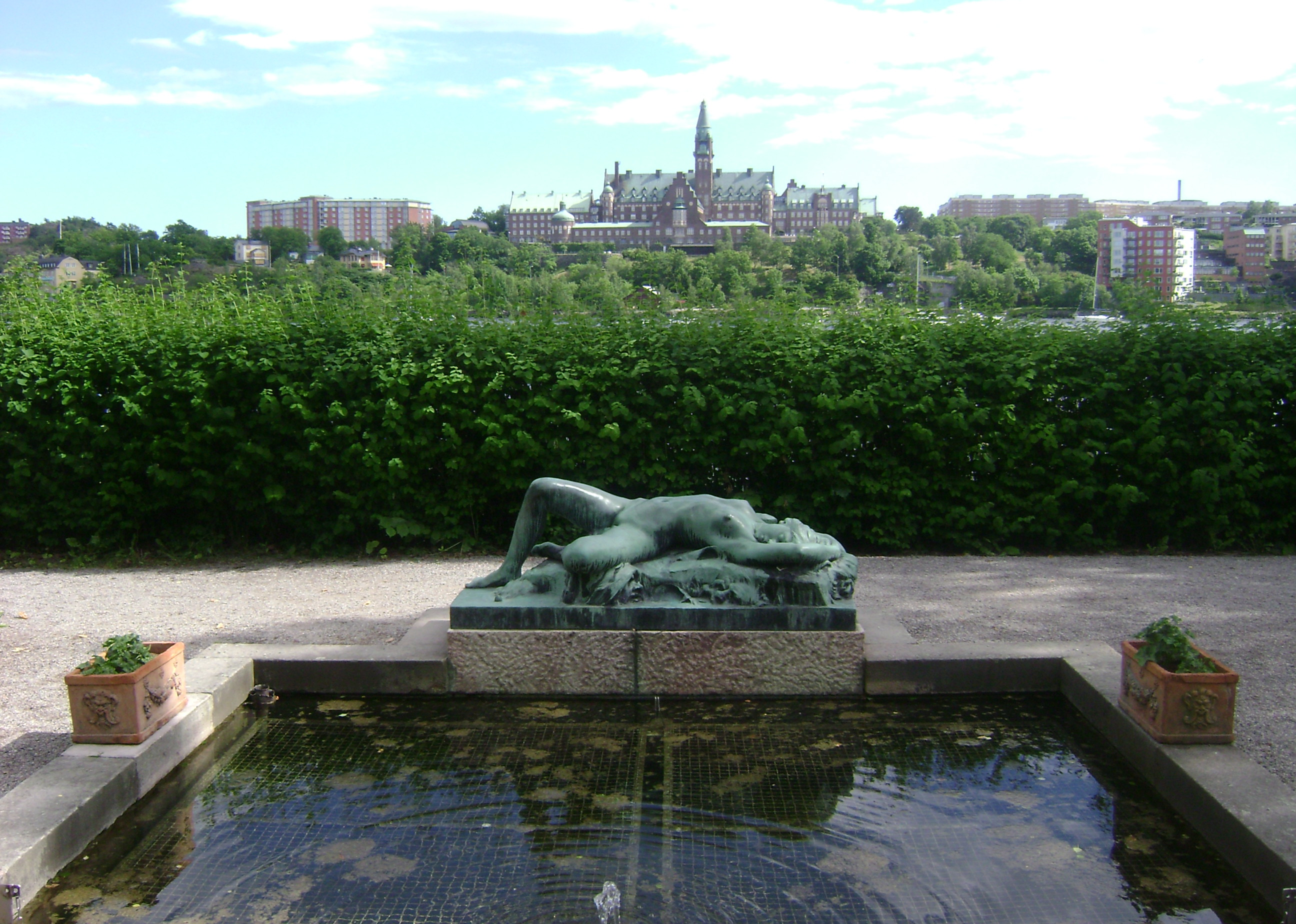
Näckrosen sedan 1912 i parken vid Prins Eugens Waldemarsudde, Stockholm.
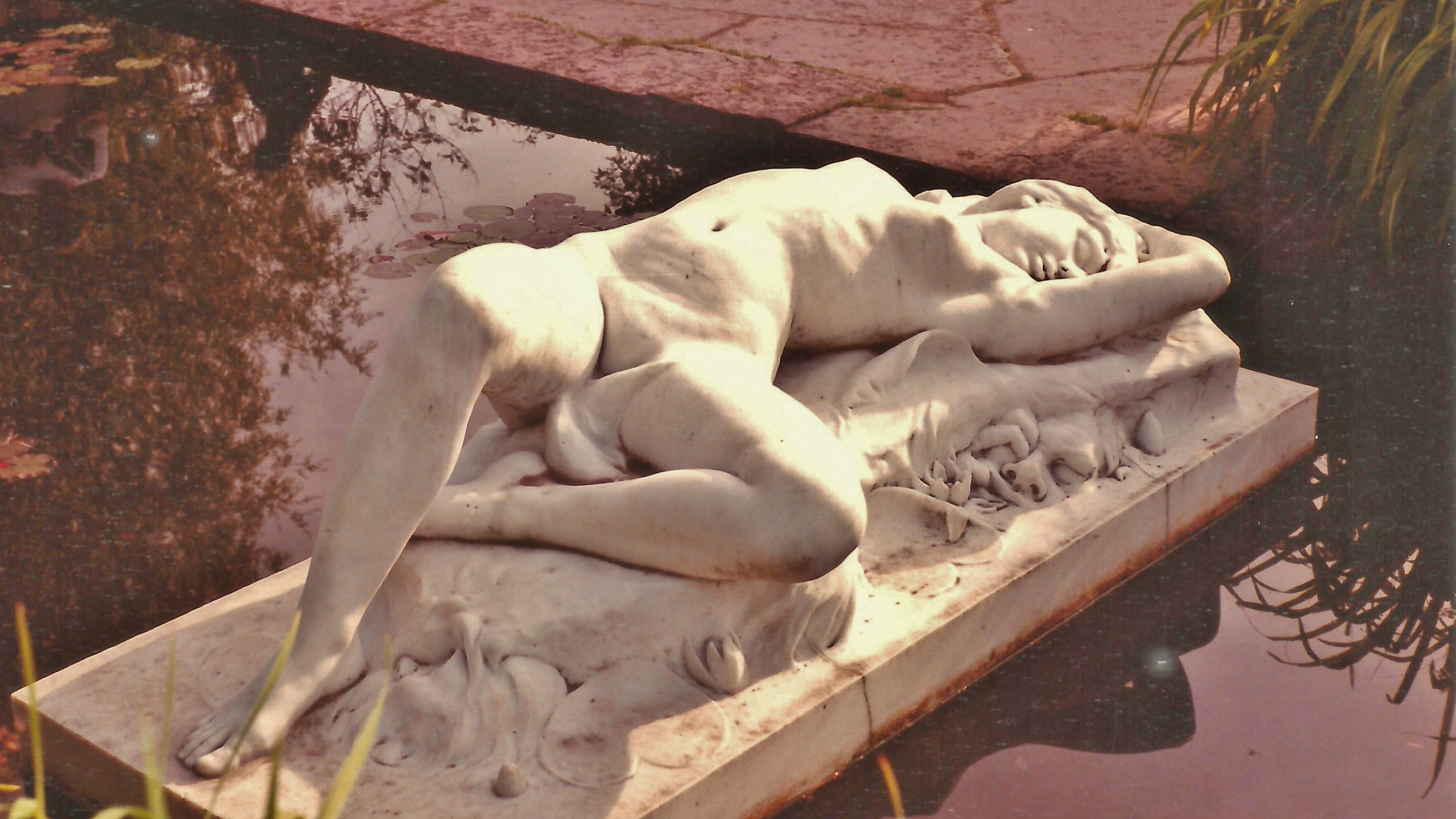
Näckrosen huggen i marmor 1953 av Giovanni Ardini, Rottneros Park